# الدراسات الوراثية على اليهود
تعد الدراسات الوراثية على اليهود جزءًا من علم الوراثة السكانية، وهي تستخدم لفهم التسلسل الزمني لهجرة هذه المجموعة الإثنية الدينية الذي توفره الأبحاث في مجالات أخرى، مثل التاريخ وعلم الآثار واللغويات وعلم الحفريات. تبحث هذه الدراسات في أصول السكان اليهود اليوم. وعلى وجه الخصوص، يستكشفون ما إذا كان هناك أصل وراثي مشترك بين مختلف اليهود حول العالم. تُظهر دراسات الحمض النووي الوراثي، الذي ينظر إلى مزيج الحمض النووي بأكمله، أن السكان اليهود كانوا يميلون إلى تكوين مجموعات وثيقة الصلة نسبياً في مجتمعات مستقلة مع معظمهم في مجتمع يتشاركون في نسب كبيرة. بالنسبة إلى سكان الشتات اليهودي، فإن التركيب الجيني للأشكناز والسفارديون والمزراحيون اليهود تدلل على وجود درجات كبيرة من الأصول المشتركة المنحدرة من الشرق الأوسط. وفقًا لما قاله الباحث بيهار وزملاؤه (2010)، فإن هذا «يتوافق مع صيغة تاريخية للشعب اليهودي باعتباره ينحدر من العبرانيين والإسرائيليين القدماء في بلاد الشام» ومن ثم «تشتت شعب بنو إسرائيل القدماء في جميع أنحاء العالم القديم». يُظهر اليهود الذين يعيشون في مناطق شمال إفريقيا وإيطاليا وإيبريا تكرارات متباينة من الاختلاط مع السكان التاريخيين غير اليهود على طول خطوط الأم. في حالة اليهود الأشكناز والسفارديون (ولا سيما اليهود المغاربة)، الذين يرتبطون ارتباطًا وثيقًا، فإن مصدر الخليط غير اليهودي هو جنوب أوروبي بصورة أساسية. لاحظ الباحث بيهار وزملاؤه علاقة وثيقة خاصة بين اليهود الأشكناز والإيطاليين الحديثين. تُظهر بعض الدراسات أن بني إسرائيل وإيهود كوشين في الهند وبيتا إسرائيل في إثيوبيا، رغم أنهم يشبهون السكان الأصليين في بلدانهم الأصلية؛ إلَّا أنهم ينحدرون من أصول يهودية قديمة.

## الدراسات الحديثة
أجريت دراسات حديثة على عدد كبير من الجينات أو الكروموسومات المتجانسة أو الجينات الذاتية (جميع الكروموسومات ما عدا الكروموسومات X و Y). تمكنت دراسة أجريت عام 2009 من تحديد الأفراد وراثياً من أصل يهودي أشكنازي كامل أو جزئي. في أغسطس 2012، قام الدكتور هاري أوستر في كتابه Legacy: A Genetic History of Jewish Jewish ، بتلخيص عمله وأعماله الأخرى في علم الوراثة على مدار العشرين عامًا الماضية، وخلص إلى أن جميع المجموعات اليهودية الرئيسية تشترك في أصل شرق أوسطي مشترك. دحض أوستر أيضًا نظرية الخزر لأسلاف الأشكنازي. نقلاً عن دراسات الحمض النووي الوراثي، يقدر نيكولاس ويد أن «اليهود الأشكناز والسفارديون لديهم أصول أوروبية تقارب نسبة 30 في المائة، معظمهم من الشرق الأوسط». ولاحظ كذلك أن «المجتمعين يشبهان بعضهما البعض وراثياً، وهو أمر غير متوقع لأنهما انفصلا لفترة طويلة.» فيما يتعلق بهذه العلاقة فقد أشار إلى استنتاجات الباحث أتزمون أن «العناصر الجينية المشتركة تشير إلى أن أفراد أي مجتمع يهودي يرتبطون ببعضهم البعض مثلهم مثل أبناء عمومة الرابعة أو الخامسة في عدد كبير من السكان، وهو ما يمثل حوالي 10 أضعاف العلاقة بين اثنين من الناس الذين تم اختيارهم عشوائيا قبالة شوارع مدينة نيويورك». فيما يتعلق بيهود منطقة شمال أفريقيا، فقد كشف تحليل وراثي جيني يعود إلى عام 2012 أن يهود منطقة شمال أفريقيا تربطهم صلة قرابة وراثية مع اليهود الأوروبيين. هذا الاكتشاف «يدل على أن يهود شمال أفريقيا ينحدرون من شعب بنو إسرائيل التوراتي، وليسوا إلى حد كبير من نسل السكان الأصليين الذين اعتنقوا الديانة اليهودية»، تدرس دراسات الحمض النووي Y مختلف الأنساب الأبوية للسكان اليهود المعاصرين. تميل مثل هذه الدراسات إلى ضمنا عددًا صغيرًا من المؤسسين من السكان المسنين الذين انفصل أعضاؤهم واتبعوا مسارات هجرة مختلفة. يبدو أن هؤلاء الأسلاف الذكور في معظم اليهود كانوا من الشرق الأوسط بصورة أساسية. فعلى سبيل المثال، يشترك اليهود الأشكناز مع سلالات أبوية شائعة مع مجموعات يهودية وشرق أوسطية أخرى مقارنة بالسكان غير اليهود في المناطق التي عاش فيها اليهود في أوروبا الشرقية وألمانيا ووادي الراين الفرنسي. هذا يتفق مع التقاليد اليهودية التي تضع معظم أصول الأب اليهودي إلى منطقة الشرق الأوسط.
لم تجد دراسة كانت قد أجريت في عام 2013 أي دليل على أصل خزر لليهود الأشكناز، واقترحت أن «اليهود الأشكناز يشتركون في أعظم أصل وراثي مع السكان اليهود الآخرين، وبين السكان غير اليهود، مع مجموعات من أوروبا والشرق الأوسط. لا يوجد تشابه خاص بين اليهود الأشكناز مع سكان القوقاز، ولا سيما مع السكان الذين يمثلون عن كثب منطقة خازار. وفي هذا الرأي، فإن تحليل اليهود الأشكناز مع عينة كبيرة من منطقة خازان خانات سيؤكد النتائج السابقة التي استخلصها اليهود الأشكناز من أصلهم في المقام الأول من سكان الشرق الأوسط وأوروبا، بأنهم يشتركون بأجداد كبيرة مع غيرهم من اليهود، وأنه لا يوجد مؤشر على وجود مساهمة وراثية كبيرة سواء من داخل أو من منطقة القوقاز.» 

في عام 2016، إلى جانب R. Das و P. Wexler و M. Pirooznia ، تقدم الباحث الحايك وجهة النظر القائلة بأن أول سكان أشكنازي يتحدثون اللغة اليديشية جاءوا من مناطق قريبة من أربع قرى في شرق تركيا على طول طريق الحرير والتي وردت أسماؤها من كلمة «أشكناز»، بحجة أن السكان الإيرانيين واليونانيين والأتراك والسلاف تحولوا على طريق السفر هذا قبل الانتقال إلى خزاريا، حيث حدث تحويل على نطاق صغير. تم رفض الدراسة من قبل سيرجيو ديلا بيرجولا باعتبارها «تزويرًا»، مشير إلى أنها فشلت في تضمين مجموعات يهودية مثل اليهود الإيطاليين والسفارديم، والذين يرتبط اليهود الأشكناز بهم ارتباطًا وثيقًا وراثياً. ووصف شاول ستامبفير، أستاذ يهود الاتحاد السوفيتي وأوروبا الشرقية في الجامعة العبرية، أبحاث الحايك بأنها «هراء أساسًا». أجاب الحايك أن الحمض النووي لليهود غير الأشكناز لن يؤثر على أصل الحمض النووي المفترض في السابق. البروفيسور انتقد دوفيد كاتز، مؤسس معهد اليديش في جامعة فيلنيوس، التحليل اللغوي للدراسة. «اختلط المؤلفون بالارتباط الوراثي الدقيق ولكن بلا معنى للسياق مع النظريات اللغوية المضحكة التي تتكاثر الآن، للأسف، نتيجة لبيئة أكاديمية يديشية أضعف كثيرًا على الصعيد الدولي... لا توجد كلمة أو صوت واحد في اليديشية يأتي من اللغة الإيرانية أو التركية». في دراسة مشتركة نشرت في عام 2016 من قبل البيولوجيا الجينية والتطور، بافل فليغونتوف من قسم البيولوجيا والبيئة، كلية العلوم، جامعة أوسترافا، جمهورية التشيك، معهد خاركيفيتش لللسانيات، الأكاديمية الروسية للعلوم، موسكو، مارك ج. توماس من قسم الأبحاث في علم الوراثة، التطور والبيئة، كلية لندن الجامعية، المملكة المتحدة، فالنتينا فيدشنكو من جامعة سانت بطرسبرغ الحكومية، وجورج ستاروستين من جامعة الدولة الروسية للعلوم الإنسانية، رفضوا كل من المكونات الوراثية واللغوية في Elhaik et al. تدرس الدراسة أن «GPS هو أداة إثبات مناسبة لاستنتاج المنطقة الجغرافية حيث من المرجح أن تنشأ جينوم حديث وغير مخلوط حديثًا، ولكنه لا يكاد مناسبًا للسكان المختلطين وللتعقب على أسلافهم قبل 1000 عام، ادعى سابقا. علاوة على ذلك، تتفق جميع أساليب اللسانيات التاريخية على أن اليديشية هي لغة جرمانية، مع عدم وجود دليل موثوق به على الطبقات السلافية أو الإيرانية أو التركية.» استنتج المؤلفون: 
 «في رأينا، حاول داس والمؤلفون المشاركون دمج التفسير الهامشي وغير المدعوم للبيانات اللغوية مع نهج إثبات الوراثة، GPS ، والذي هو في أحسن الأحوال مناسب فقط لاستنتاج الموقع الجغرافي الأكثر احتمالًا للمواقع الحديثة وغير المخلوطة نسبيًا الجينوم، ولا يحكي شيئًا عن تاريخ السكان وأصلهم». 
 دافع المؤلفون، في استجابة غير مراجعة من قِبل الأقران، عن كفاية المنهجية التي يتبعونها. في عام 2016، قام Elhaik بعد مراجعة الأدبيات التي تبحث عن "Jüdische Typus" بحجة أنه لا توجد سمة جينية لليهودية. بينما يسمح بذلك في المستقبل، من الممكن أن تظهر العلامة «اليهودية»، حتى الآن، في رأيه، تبين أن اليهودية محددة اجتماعيًا (اجتماعيًا)، تحددها عوامل غير وراثية. في 31 أكتوبر 2016، تصويب لورقة GPS الأولية من إعداد Elhaik et al. تم نشر 2014 في Nature Communications. تضمن التصويب بيان تضارب المصالح الذي أقر فيه أحد المؤلفين (تاتيانا تاتارينوفا) بوجود علاقة مع علم الوراثة في Prosapia. ظلت أداة GPS متاحة مجانًا على موقع المختبر الخاص بالدكتور تاتيانا تاتارينوفا، ولكن اعتبارًا من ديسمبر 2016، تم قطع الرابط. في عام 2017، أيد المؤلفون أنفسهم أصل غير شرقية لليهود الأشكناز يدعون أن «النتائج الإجمالية (لدراسة اللغويات وأداة نظام تحديد المواقع العالمي) تتفق بشكل كبير مع تنبؤات فرضية إيران-توركو السلافية وحكمها من أصل بلاد الشام القديم ل AJs ، التي تسود بين سكان بلاد الشام في العصر الحديث (على سبيل المثال، البدو والفلسطينيين).»  كان عمل الحايك وداس من بين أمور أخرى، وانتقدها بشدة ماريون أبتروت من جامعة دوسلدورف، الذي ادعى في الدراسة التي نشرتها مجلة جينوم بيولوجي آند إيفولوشن أن «داس وآخرون يخلقون قصة تعتمد على البحوث الجينية والفلسفية والتاريخية والدولة التي نتائج التخصصات الثلاثة تدعم بعضها البعض. . . البيانات غير المكتملة وغير الموثوق بها من الأوقات التي لم يتم فيها حساب الأشخاص بغض النظر عن الجنس أو العمر أو الدين أو الوضع المالي أو الاجتماعي من جهة، وقلة الأدلة اللغوية التي سبقت القرن الخامس عشر من ناحية أخرى، تترك مجالًا كبيرًا للتخمين والمضاربة. بيد أن الأدلة اللغوية لا تدعم النظرية القائلة بأن اليديشية هي لغة سلافية، وأن المصادر النصية تكذب أطروحة أن اسم أشكناز أحضر إلى أوروبا الشرقية مباشرة من منطقة في الشرق الأدنى. على الرغم من أن التركيز وطرق البحث قد تكون مختلفة في العلوم الإنسانية والعلوم، يجب على العلماء محاولة حساب جميع الأدلة والملاحظات، بغض النظر عن مجال البحث. ينظر من وجهة نظر العلوم الإنسانية، وجوانب معينة من المادة التي كتبها داس وآخرون. تقصر عن المعايير الموضوعة».

## الأنساب الأمهات
الأنساب الأم للسكان اليهود، التي درست من خلال النظر في الحمض النووي الميتوكوندريا، هي عموما أكثر تجانسا. يعتقد علماء مثل هاري أوستر ورافائيل فالك أن هذا قد يشير إلى أن العديد من الذكور اليهود وجدوا زملاء جدد من المجتمعات الأوروبية وغيرها في الأماكن التي هاجروا فيها إلى الشتات بعد فرارهم من إسرائيل القديمة.
اقترحت دراستان في عامي 2006 و 2008 أن حوالي 40 ٪ من اليهود الأشكنازي ينحدرون من أمهات فقط من أربع مؤسسات من المرجح أن من أصل الشرق الأدنى، في حين أن السكان من مجتمعات السفاردي والمزراحي اليهودية «لم يظهروا أي دليل على وجود مؤسس ضيق».
باستثناء اليهود الإثيوبيين واليهود الهنود، قيل إن جميع السكان اليهود المختلفين لديهم مكونات من جينومات الميتوكوندريا التي كانت من أصل شرق أوسطي.
في عام 2013، ومع ذلك، ريتشاردز وآخرون. أعمال منشورة تشير إلى أن الغالبية العظمى من أصل الأم اليهودية الأشكنازية، والتي تقدر بـ «80 في المائة من أصل الأم الأشكنازي تأتي من نساء أصليات إلى أوروبا، و [فقط] 8 في المئة من الشرق الأدنى، مع الباقي غير مؤكد»،  هاجر الذكور اليهود إلى أوروبا وأخذوا زوجات جديدة من السكان المحليين، وتحويلها إلى اليهودية. تجادل دراسة أخرى أجرتها إيفا فرنانديز وزملاؤها بأن السلالات الكينية (التي زعم أن ريتشاردز وآخرون من أصل أوروبي) في يهود أشكنازي قد يكون لها مصدر قديم في الشرق الأدنى.

## نسب الأب، كروموسوم Y
في عام 1992، كان G. Lucotte و F. David أول باحثين في علم الوراثة قاما بتوثيق تراث جيني أبوي مشترك بين يهود السفاردي وأشكنازي. اقترحت دراسة أخرى نشرت بعد سنة واحدة فقط أصل الشرق الأوسط من سلالات الأب اليهودي.
في عام 2000، M. Hammer ، وآخرون. أجرت دراسة على 1371 رجلاً وتوصلت بشكل قاطع إلى أن جزءًا من مجموعة الجينات الأبوية للمجتمعات اليهودية في أوروبا وشمال إفريقيا والشرق الأوسط جاء من مجموعة أجداد مشتركة من الشرق الأوسط. اقترحوا أن معظم الجاليات اليهودية في الشتات ظلت معزولة نسبيًا وزوجيًا مقارنة بالسكان الجارين غير اليهود.
في دراسة لليهود الإسرائيليين والعرب المسلمين الفلسطينيين، ورث أكثر من 70٪ من الرجال اليهود و 82٪ من الرجال العرب الذين تمت دراسة الحمض النووي الخاص بهم كروموسومات Y الخاصة بهم من نفس أسلافهم الأب، الذين عاشوا في المنطقة خلال آخر مرة. بضعة آلاف من السنين. «لقد أظهرت دراستنا الحديثة لأنماط متنوعة من السواتل المكروية عالية الدقة أن جزءًا كبيرًا من كروموسومات Y لليهود (70٪) والعرب المسلمين الفلسطينيين (82٪) ينتمون إلى مجموعة الكروموسوم نفسها». فيما يتعلق بمنطقة الهلال الخصيب، لاحظت الدراسة نفسها؛ «مقارنةً بالبيانات المتاحة من السكان الآخرين ذوي الصلة في المنطقة، وُجد أن اليهود مرتبطون بشكل أوثق بمجموعات في شمال الهلال الخصيب (الأكراد والأتراك والأرمن) مقارنة بجيرانهم العرب».
ما يقرب من 35 ٪ إلى 43 ٪ من الرجال اليهود في خط الأب المعروف باسم هابلوغروب J  ومجموعات فرعية. توجد مجموعة Haplogroup هذه بشكل خاص في الشرق الأوسط وجنوب أوروبا وشمال إفريقيا. توجد خمسة عشر إلى 30٪ في هابلوغروب E1b1b  ، (أو E-M35) ومجموعاتها الفرعية الفرعية.

### Y-DNA لليهود الأشكنازي
على كروموسوم Y معظم اشكنازي والسفارديم اليهود يحتوي على الطفرات التي هي مشتركة بين الشعوب في الشرق الأوسط، ولكن من غير المألوف في السكان الأوروبي العام، وفقا لدراسة من النسخ المتنوعة من كروموسوم Y التي كتبها مايكل هامر، هاري أوسترر وغيرها، التي نشرت في عام 2000. وفقا ل Hammer et al. هذا يشير إلى أن النسب الأبوية لليهود الأشكناز يمكن أن تُعزى في الغالب إلى الشرق الأوسط.
هامر وآخرون. أضف أن «يهود الشتات من أوروبا وشمال غرب أفريقيا والشرق الأدنى يشبهون بعضهم البعض بشكل أوثق مما يشبهون جيرانهم غير اليهود». بالإضافة إلى ذلك، وجد المؤلفون أن «الكتلة اليهودية كانت تتخللها السكان الفلسطينيون والسوريون، في حين أن سكان الشرق الأوسط الآخرين غير اليهود (السعوديين واللبنانيين والدروز) أحاطوا بها عن كثب. من بين السكان اليهود في هذه المجموعة، كان الأشكناز أقرب إلى سكان أوروبا الجنوبية (وتحديداً الإغريق) وأيضًا الأتراك». قدرت الدراسة أن اليهود الأشكناز ينحدرون من جانبهم الأبوي من السكان الأساسيين لحوالي 20,000 يهودي هاجروا من إيطاليا إلى بقية أوروبا على مدار الألفية الأولى، وأن «جميع اليهود الأوروبيين يبدو متصلاً بالترتيب الرابع أو أبناء العم الخامس».
مجموع الذكور التراكمي يقدر خليط جيني كان بين الاشكناز، وفقا لالمطرقة وآخرون، "تشبه إلى حد بعيد Motulsky متوسط تقديرات الصورة بنسبة 12.5٪. قد يكون هذا نتيجة، على سبيل المثال، "أقل من 0.5 ٪ لكل جيل، على مدى ما يقدر بـ 80 جيلًا"، وفقًا لـ Hammer et al. تشير هذه الأرقام إلى وجود "مساهمة بسيطة نسبيًا" في سلالات الأشكنازي من قبل المتحولين إلى اليهودية وغير اليهود. استندت هذه الأرقام، مع ذلك، إلى مجموعة محدودة من مجموعات هابلوغبلس الأب المفترض أنها نشأت في أوروبا. عندما تم إدراج مجموعات هابلوغرافية محتملة في التحليل في أوروبا، زاد المزيج المقدر إلى 23 في المائة (± 7 ٪).

تواتر هابلوغروب R1b في سكان الأشكناز يشبه تواتر R1b في سكان الشرق الأوسط. [بحاجة لمصدر] وهذا أمر مهم، لأن R1b هو أيضًا مجموعة الهبلوغر الأكثر شيوعًا بين الذكور غير اليهود في أوروبا الغربية. هذا هو الشائع بين البنايات الفرعية الاسمية للشرق الأوسط والتي تبلغ R1b بين الأشكناز تميل إلى تقليل مساهمة أوروبا الغربية إلى 10٪ من R1b الموجودة بين الأشكناز. دراسة كبيرة بقلم بيهار وآخرون. (2004) لليهود الأشكنازي يسجل نسبة من 5 إلى 8 ٪ مساهمة أوروبية في تجمع الجينات الأشكنازي. على حد تعبير بيهار: 
 نظرًا لوجود مجموعات هابلوجرافيا R-M17 (R1a) و R-P25 (R1b) في السكان اليهود غير الأشكناز (على سبيل المثال، عند 4 ٪ و 10 ٪ على التوالي) وفي السكان الشرق الأدنى غير اليهود (على سبيل المثال، عند 7 ٪ و 11 ٪، على التوالي؛ هامر وآخرون 2000 ؛ ونيبل وآخرون 2001)، من المحتمل أنهم كانوا موجودين أيضًا بتكرار منخفض في السكان المؤسسين AJ (اليهود الأشكناز). يشير تحليل المزيج الموضح في الجدول 6 إلى أن 5٪ إلى 8٪ من مجموعة الجينات الأشكنازية comprisedof [ك‍] بالفعل comprisedof [ك‍] كروموسومات Y التي قد تكون مقدمة من مجموعات أوروبية غير يهودية. 
 بالنسبة إلى G. Lucotte et al. يبلغ تردد R1b حوالي 11٪. في عام 2004، عندما يتم الحساب باستثناء اليهود من هولندا، يكون معدل R1b 5٪ ± 11.6٪.
دراستان بقلم Nebel et al. في عامي 2001 و 2005، استنادا إلى علامات كروموسوم Y كروموسوم، اقترح أن اليهود الأشكنازي يرتبطون بشكل وثيق بالمجموعات اليهودية والشرق أوسطية الأخرى أكثر من السكان المضيفين في أوروبا (كما هو محدد في السكان من شرق أوروبا والألمانية ووادي الراين الفرنسي). كان كل من الأشكنازي والسفارديم واليهود الأكراد مرتبطين ارتباطًا وثيقًا بسكان الهلال الخصيب، بل كانوا أقرب إلى العرب. تكهنت الدراسة بأن أسلاف السكان العرب في بلاد الشام ربما يكونوا قد تباعدوا بسبب الاختلاط مع المهاجرين من شبه الجزيرة العربية. ومع ذلك، تم العثور على 11.5 ٪ من الذكور الأشكناز، وعلى وجه التحديد 50 ٪ من اللاويين في حين أن 1.7 ٪ من كوهانيم،  ينتمون إلى R1a1a (R-M17)، هابلوغروب Y كروموسوم المهيمن في سكان أوروبا الشرقية. افترضوا أن هذه الكروموسومات يمكن أن تعكس تدفق الجينات المنخفض المستوى من سكان أوروبا الشرقية المحيطة، أو، بدلاً من ذلك، أن كل من اليهود الأشكنازي مع R1a1a (R-M17)، وإلى حد أكبر بكثير سكان أوروبا الشرقية بشكل عام، قد يكون جزئيا نسل الخزر. وخلص الباحثون إلى أنه «إذا كانت كروموسومات R1a1a (R-M17) في يهود الأشكنازي تمثل بالفعل بقايا الخزر الغامضين، وفقًا لبياناتنا ، فإن هذه المساهمة كانت تقتصر إما على مؤسس واحد أو عدد قليل من الرجال ذوي الصلة الوثيقة ، ولا يتجاوز ~ 12 ٪ من الاشكناز الحالية.». هذه الفرضية يدعمها أيضًا جولدشتاين في كتابه إرث يعقوب: رؤية وراثية للتاريخ اليهودي . ومع ذلك ، يذكر Faerman (2008) أن «التدفق الجيني الخارجي المنخفض المستوى من أصل شرق أوروبي محتمل قد ظهر في الأشكناز ولكن لم يتم العثور على أي دليل على مساهمة خزر افتراضية في تجمع الجينات الأشكنازي.». من ناحية أخرى ، فإن دراسة عام 2017، مع التركيز على الأشكنازي ليفيت حيث تصل النسبة إلى 50 ٪ ، في حين تشير إلى أن هناك «تنوعاً غنياً في مجموعة هابلوغروب R1a خارج أوروبا المنفصلة نسبيًا عن فروع R1a الأوروبية»، تشهد الشهادة الفرعية R1a-Y2619 الخاصة بأصل محلي ، وأن «الأصل الشرق أوسطي لنسب أشكنازي ليفيت بناءً على ما كان سابقًا عددًا محدودًا نسبيًا من العينات المُبلغ عنها ، يمكن اعتباره مؤكدًا الآن».
علاوة على ذلك ، فإن 7 ٪  من اليهود الأشكناز لديهم مجموعة هابلوغروب G2C ، والتي توجد بشكل رئيسي بين البشتون وعلى نطاق أقل بين جميع الجماعات اليهودية الرئيسية ، الفلسطينيين والسوريين واللبنانيين. بيهار وآخرون. تشير إلى أن تلك المجموعات هي سلالات الأشكنازي الطفيفة.
بين يهود الأشكنازي ، يبدو أن يهود هولندا لديهم توزيع مجموعات هابلوغرافية معينة لأن ربعهم تقريبا لديهم هابلوغروب R1b1 (R-P25)، ولا سيما الفئة الفرعية هابلوغروب R1b1b2 (R-M269)، والتي تتميز بالسكان في أوروبا الغربية.
يظهر الرجال الأشكنازي تنوعًا منخفضًا في الحمض النووي (Y-DNA) داخل كل مجموعة هابلوغروب رئيسية ، وهذا يعني أنه مقارنةً بحجم السكان الحديث ، يبدو أنه كان هناك عدد قليل نسبيًا من الرجال الذين لديهم أطفال. قد يكون هذا ناتجًا عن سلسلة من الأحداث المؤسِّسة ومعدلات عالية من زواج الأقارب داخل أوروبا. على الرغم من أن اليهود الأشكناز يمثلون مجموعة تم تأسيسها مؤخرًا في أوروبا ، إلا أن الآثار التأسيسية تشير إلى أنهم ربما استمدوا من عدد كبير ومتنوع من أسلاف الأجداد في الشرق الأوسط، والذين ربما كانوا أكبر من السكان الأصليين الذين استمدهم الأوروبيون الأصليون.
|             |            | E1b1b1 (M35)  | E1b1b1 (M35)   | G (M201)   | J1 أو J * (12f2b) | J1 أو J * (12f2b) | J2 (M172)    | J2 (M172)   | Q1 (ص 36)  | R1a1a (M17) | R1b1 (P25)    | R1b1 (P25)   |
|             | رقم العينة | E1b1b1a (M78) | E1b1b1c (M123) | G2c (M377) | J1 (M267)         | J *               | J2a * (M410) | J2a1b (M67) | Q1b (M378) |             | R1b1b2 (M269) | R1b1 * (P25) |
| ----------- | ---------- | ------------- | -------------- | ---------- | ----------------- | ----------------- | ------------ | ----------- | ---------- | ----------- | ------------- | ------------ |
| هامر 2009   | كبير       | ~ 3٪          | ~ 17٪          | ~ 7٪       | ~ 17٪             | ~ 17٪             | ~ 6٪         | ~ 14٪       | ~ 7٪       | ~ 12٪       | ~ 9٪          | ~ 2٪         |
| بيهار 2004  | 442        | 16.1٪         | 16.1٪          | 7.7٪       | 19٪               | 19٪               | 19٪          | 19٪         | 5.2٪       | 7.5٪        | 10٪           | 10٪          |
| سيمينو 2004 | ~ 80       | 5.2٪          | 11.7٪          | لم تختبر   | 14.6٪             | 12.2٪             | 9.8٪         | لم تختبر    | لم تختبر   | لم تختبر    | لم تختبر      |              |
| Nebel 2001  | 79         | 23٪           | 23٪            | ؟          | 19٪               | 19٪               | 24٪          | 24٪         | ؟          | 12.7٪       | 11.4٪         | 11.4٪        |
| شين 2004    | 20         | 10٪           | 10٪            | 5٪         | 20٪               | 5٪                |              | 15٪         | 5٪         | 20٪         | 10٪           |              |

### ص الحمض النووي لليهود السفاردي
التحقيقات التي أجراها الباحث نيبل وآخرون حول العلاقات الوراثية بين اليهود الأشكناز والكرد والسفارديون (شمال إفريقيا وتركيا وشبه الجزيرة الإيبيرية والعراق وسوريا) تشير إلى أن اليهود يشبهون وراثياً أكثر المجموعات في منطقة الهلال الخصيب الشمالي (الأكراد والأتراك والأرمن) الجيران. بالنظر إلى توقيت هذا الأصل، وجدت الدراسة أن "الخلفية الوراثية الشرق أوسطية المشتركة (للسكان اليهود) تسبق التكوين العرقي في المنطقة وتستنتج أن تجمع الكروموسوم Y لليهود هو جزء لا يتجزأ من المشهد الوراثي للشرق الأوسط.

#### Y-DNA لليهود من شمال إفريقيا
قاد أكبر دراسة أجريت حتى الآن عن يهود شمال إفريقيا جيرارد لوكوت وآخرون في عام 2003. ولقد أظهرت هذه الدراسة أن يهود شمال أفريقيا أظهروا تكرارات لأنماطهم الأبوية تساوي تقريبًا تلك الموجودة لدى غير اليهود من اللبنانيين والفلسطينيين.
قارن المؤلفون أيضًا توزيع أنماط الفرد من اليهود من شمال أفريقيا مع اليهود الشرقيين واليهود الأشكنازيين ووجدوا اختلافات كبيرة بين الأشكناز والمجموعتين الأخرتين. يحمل السكان التوانسة من اليهود في جزيرة جربة في تونس أهمية خاصة، حيث تتبع الآثار التقليدية أصول يهود جربة إلى وقت تدمير الهيكل الأول. حاولت دراستان اختبار صحة هذه الفرضية من عدمها أولاً بواسطة الباحث G. Lucotte وآخرون عام 1993، والثانية من قبل الباحث F. Manni وآخرون عام 2005. وخلصوا أيضًا إلى أن يهود مجموعة جينات الأب في جربة يختلفون عن السكان العرب والأمازيغ على الجزيرة. بالنسبة لأول 77.5% من العينات التي تم اختبارها هي من النمط الفرداني الثامن (من المحتمل أن تكون مماثلة للهالوغروب J وفقًا لوتوت)، بينما توضح الثانية أن نسبة 100% من العينات من الهالوغروب J *. يشير الثاني إلى أنه من غير المرجح أن غالبية هذا المجتمع يأتي من استعمار قديم للجزيرة، أما بالنسبة إلى بحث Lucotte فمن غير الواضح ما إذا كانت هذه الترددات العالية تشير بالفعل إلى علاقة قديمة.
لذلك تشير هذه الدراسات إلى أن النسب الأبوي لليهود من شمال إفريقيا يأتي على الأرجح من الشرق الأوسط مع دخول أقلية من الأنساب الأفريقية المساهمة، وربما الأمازيغ.

#### Y-DNA لليهود البرتغاليين
دراسة حديثة قام بها الباحث Inês Nogueiro وآخرون. (يوليو 2009) على يهود شمال شرق البرتغال (منطقة Trás-os-Montes) أظهرت أن خطوط الأب كانت تتألف بنسبة 35.2% الأنساب أكثر نموذجية من أوروبا (R : 31.7%، أنا: 3.5%)، ونسبة 64.8% الأنساب أكثر تقليدية في الشرق الأدنى من أوروبا (E1b1b: 8.7 ٪ ، G: 3.5 ٪ ، J: 36.8 ٪ ، T: 15.8 ٪) وبالتالي ، فإن اليهود البرتغاليين في هذه المنطقة كانوا أقرب وراثيًا إلى السكان اليهود الآخرين من غير البرتغاليين غير اليهود.
| N  | E-M78 | E-M81 | E-M34 | G    | أنا  | J1    | J2    | تي    | R1A  | R1b1b1 | R1b1b1b2 |
| 57 | 3.5٪  | 5.2٪  | 0٪    | 3.5٪ | 3.5٪ | 12.3٪ | 24.5٪ | 15.8٪ | 1.8٪ | 1.8٪   | 28.1٪    |

#### Y-DNA لليهود الشرقيين
لوكوت وآخرون. وجدت دراسة عام 2003 أن (الشرق ، السفارديم ، اليهود الأشكناز واللبنانيين والفلسطينيين)، "يبدو متشابها في أنماط النمط الفرداني Y ، سواء فيما يتعلق بتوزيعات النمط الفرداني وترددات النمط الفرداني القديم الثامن." صرح المؤلفون في نتائجهم أن هذه النتائج تؤكد أوجه التشابه في ترددات النمط الفرداني Y من سكان الشرق الأدنى ، وتتشارك في أصل جغرافي مشترك. " 

#### Y-DNA لليهود الرومان
هامر وآخرون. أكد أن الخطوط الأبوية لليهود من روما كانت قريبة من خطوط اليهود الأشكناز. كما يؤكدون أن هذه معظمها نشأت من الشرق الأوسط.

### Y-DNA لليهود الأكراد
في مقال بقلم Nebel et al. يُظهر المؤلفون أن اليهود الأكراد والسفارديين لديهم تراث أبوي لا يمكن تمييزه. توضح الدراسة أن المزائج بين اليهود الأكراد والمضيفين المسلمين لها لا تكاد تذكر وأن اليهود الأكراد أقرب إلى الجماعات اليهودية الأخرى من السكان المضيفين على المدى الطويل. أظهر Hammer  بالفعل العلاقة القوية بين التراث الجيني لليهود من شمال إفريقيا واليهود الأكراد. الأكراد اليهود اليهودية الآرامية الوسطى سامية كردستان حجم العينة 19/99 19.2٪ الكردية اليهود اليهودية الآرامية الوسطى سامية كردستان حجم العينة 9/50 18٪ 10٪ T1a1a1a1a1a1-P77 و 8٪ T1a1-L162 هابلوغروب T (Y-DNA)

### Y-DNA من يهود اليمن
دراسات شين  وهامر وآخرون. تبين أن الجينات الأبوية لليهود اليمنيين متشابهة إلى حد كبير مع الجينات اليهودية الأخرى. Y haplogroups (A3b2 ، E3b3a ، E3b1 ، E3b1b ، J1a ، J2e ، R1b10 وأدنى تردد تم العثور عليه هو Haplogroup T (Y-DNA) 2/94 2.1٪ في عينة واحدة.

### Y-DNA من يهود الجبال
كشفت دراسة أجريت عام 2002 من قبل عالم الوراثة درور روزنجارتن أن أنماط الفرد من يهود يهود الجبال «تم تقاسمها مع مجتمعات يهودية أخرى وكانت متوافقة مع أصل متوسطي». وجدت دراسة أجريت عام 2016 من قبل Karafet على الإطلاق ، مع عينة من 17، 11.8 ٪ من الرجال اليهود في الجبال الذين تم اختبارهم في منطقة Derbentsky في داغستان لتنتمي إلى Haplogroup T-P77.

### Y-DNA لليهود من إثيوبيا
أظهرت دراسة  Lucotte and Smets أن الأب الوراثي لـ Beta Israel (اليهود الإثيوبيين) كان قريبًا من السكان الإثيوبيين غير اليهود. وهذا يتفق مع النظرية القائلة بأن بيتا إسرائيل هي أحفاد السكان القدامى لإثيوبيا ، وليس الشرق الأوسط.
هامر وآخرون. في عام 2000  وفريق شين في عام 2004  توصلوا إلى استنتاجات مماثلة ، وهي التمايز الوراثي في  –  أشخاص آخرين في شمال إثيوبيا، مما يدل على الأرجح تحويل السكان المحليين.
2010 دراسة بيهار وآخرون. على بنية الجينوم على نطاق اليهود احظ أن بيتا إسرائيل لديها مستويات مماثلة من المجموعات الوراثية في الشرق الأوسط باعتبارها أيضا سامية -speaking الإثيوبية غير اليهودية Tigrayans وAmharas . ومع ذلك، بالمقارنة مع الكوشية -speaking الإثيوبية غير اليهودية الأورومو، الذين هم أكبر مجموعة عرقية في إثيوبيا، وكان بيتا إسرائيل مستويات أعلى من اختلاط في الشرق الأوسط.  

### Y-DNA لليهود الهنود
يوضح التحليل الوراثي أن بيني إسرائيل في الهند تتجمع مع السكان الأصليين في غرب الهند ، ولكن لديهم صلة أبوية واضحة بسكان بلاد الشام. أفادت دراسة حديثة أكثر تفصيلاً عن اليهود الهنود أن أصل الأب من اليهود الهنود يتألف من مجموعات هابلوغل محددة في الشرق الأوسط (E ، G ، J (xJ2) و I) بالإضافة إلى مجموعات هابولوغرافية شائعة في جنوب آسيا (R1a ، H ، L- M11 ، R2).

### العائلات الكهنوتية

#### كوهانيم
قرر دكتور الكلى الدكتور كارل سكوريكي تحليل كوهانيم لمعرفة ما إذا كانوا من نسل رجل واحد ، وفي هذه الحالة يجب أن يكون لديهم مجموعة من العلامات الجينية الشائعة.
لاختبار هذه الفرضية ، اتصل الدكتور مايكل هامر من جامعة أريزونا، وهو باحث في علم الوراثة الجزيئية ورائد في مجال الأبحاث حول الكروموسومات. كان لمقالهم ، الذي نشر في مجلة Nature في عام 1997، بعض التأثير. تم تعريف مجموعة من العلامات الخاصة (تسمى كوهين مودال هابلوتايب أو CMH) على أنها واحدة من المرجح أن تكون موجودة في كوهانيم ، والتي تعرف باسم اليهود المعاصرين المسمى كوهين أو أحد المشتقات ، واقترح أن ينتج هذا عن أصل مشترك من النسب الكهنوتية القديمة من السكان اليهود بشكل عام.
لكن الدراسات اللاحقة  أظهرت أن عدد العلامات الوراثية المستخدمة وعدد العينات (من الأشخاص الذين يقولون كوهين) لم يكن كبيراً بالقدر الكافي. تقول الدراسة الأخيرة ، التي أجراها في عام 2009 كل من هامر وبيهار وآخرون ،  إن 20 من مجموعات هابلوغل 21 كوهين ليس لها مجموعة هابلوغرافية شابة واحدة ؛ خمسة haplogroups تشكل 79.5 ٪ من جميع haplogroups كوهين. من بين هذه المجموعات الخمس الأولى ، تمثل J-P58 (أو J1E) 46.1 ٪ من كوهين وحسابات هابلوغروب الرئيسية الثانية ، J-M410 أو J2a 14.4 ٪. قام كل من Hammer و Behar بإعادة تعريف النمط الفرداني CMH الممتد على النحو الذي تحدده مجموعة من 12 علامة وأن مجموعة هابلوغروب «الخلفية» تحدد أهم الأسطر J1E (46.1٪). هذا النمط الفرداني غائب بين غير اليهود في عام 2099 تم تحليله في الدراسة. قد يبدو هذا الاختلاف من 3000 إلى 1000 سنة مضت. ومع ذلك ، تؤكد هذه الدراسة أن نسب كوهين الحالية تنحدر من عدد صغير من أسلاف الأب.
في ملخص النتائج التي توصلوا إليها ، خلص المؤلفون إلى أن «تقديراتنا لوقت التحالف تدعم أيضًا الفرضية القائلة بأن CMH الممتد يمثل سلالة تأسيسية فريدة من العبرانيين القدماء الذين ورثتهم سُميًا مع الكهنوت اليهودي» 
تضع أبحاث علم الوراثة الجزيئية التي نُشرت في عامي 2013 و 2016 لصالح مجموعة هبلوغروب ليفانت J1 (J-M267) مكان Y-chromosomal Aaron ضمن المجموعة الفرعية Z18271 ، وفقًا لتقديرات العمر 2638–3280 عامًا قبل الوقت الحاضر (yBP).

#### اللاويين
دراسة أجريت عام 2003 على كروموسوم Y بواسطة Behar et al. أشار إلى أصول متعددة لأشكنازي اللاويين، وهي فئة كهنوتية تشكل حوالي 4% من اليهود الأشكناز. لقد وجد أن هابلوغروب R1a1a (R-M17)، وهو أمر غير شائع في الشرق الأوسط أو بين اليهود السفارديين ، ولكن المهيمن في أوروبا الشرقية ، موجود في أكثر من 50 ٪ من اللاويين الأشكنازي ، في حين أن بقية الأبوين من الأشكنازي أصل شرق أوسطي واضح. اقترح بيهار حدثًا مؤسسًا ، على الأرجح يشارك فيه رجل أو قليل من الرجال الأوروبيين ، يحدث في وقت قريب من التكوين الأولي وتسوية مجتمع الأشكنازي كتفسير محتمل. تكهن نيبيل وبيهار وغولدشتاين بأن هذا قد يشير إلى أصل الخزر.
دراسة 2013 من قبل Rootsi et al. وجدت أن R1a-M582 ، الفئة الفرعية المحددة من R1a التي ينتمي إليها جميع عينات الأشكنازي اللاويين مع R1a ، كانت غائبة تمامًا عن عينة مكونة من 922 من أوروبا الشرقية ولم يتم العثور عليها إلا في واحدة من 2,164 عينة من القوقاز ، بينما كانت تتكون من 33.8 تم العثور على٪ من نسبة اللاكيني الأشكنازي R1a أيضًا في 5.9٪ من الشرق الأدنى الذين يحملون R1a. على الرغم من كونها أقل تمثيلًا في الشرق الأدنى ، إلا أنها كانت أكثر تنوعًا منها بين اليهود الأشكناز. روتسي وآخرون. جادل بأن هذا يدعم الأصل العبرية في الشرق الأدنى للنسب الأبوية R1a الموجودة بين اللاويين الأشكنازي: تم العثور على R1a-M582 أيضًا بين السكان الإيرانيين المختلفين ، بين الأكراد من Cilician Anatolia و Kazakhstan ، وبين اليهود من غير الأشكناز.
«لقد أظهرت الدراسات السابقة لكروموسوم Y أن اشكنازي ليفيت ، وهم أعضاء في طائفة كهنوتية يهودية من الوالدين ، يعرضون حدثًا مؤسسًا مميزًا داخل R1a ، وهي مجموعة هبلوغوم Y الأكثر انتشارًا في أوروبا الشرقية. هنا نُبلغ عن تحليل 16 تسلسلًا كاملًا من R1 ونبيّن أن مجموعة من 19 بدائل من النيوكليوتيدات الفريدة تعرف سلالة الأشكنازي R1a. بينما كشفت الدراسة الاستقصائية التي أجريناها على إحدى هذه العينات ، M582 ، في 2834 عينة من عينات R1a عن عدم وجودها في 922 من أوروبا الشرقية ، نظهر أنها موجودة في جميع عينات R1a Ashkenazi Levites ، وكذلك في 33.8 ٪ من الذكور اليهود R1a الأشكناز الآخرين 303 R1a الذكور الشرق الأدنى ، حيث يظهر تنوع أعلى بكثير. علاوة على ذلك ، فإن سلالة M582 تحدث أيضًا عند الترددات المنخفضة في السكان اليهود غير الأشكناز. على النقيض من أصل شرق أوروبا المقترح سابقًا لأشكنازي ليفيت ، فإن البيانات الحالية تشير إلى مصدر جغرافي لسلالة مؤسس ليفيت في الشرق الأدنى ووجودها المحتمل بين العبرانيين قبل الشتات.» 

## خط الأم: الحمض النووي الميتوكوندريا
دراسات الحمض النووي للميتوكوندريا للسكان اليهود أكثر حداثة وما زالت قابلة للنقاش  
وفقا لتوماس وآخرون. في عام 2002، كشف عدد من المجتمعات اليهودية عن نسب الأم المباشرة من قِلة من النساء. وقد شوهد ذلك في المجتمعات التي تأسست بشكل مستقل في مناطق جغرافية مختلفة. ما تقاسموه كان إضافات وراثية محدودة في وقت لاحق على الجانب الأنثوي. معا ، يوصف هذا بأنه مؤسس التأثير. كان لهذه المجتمعات نفسها تنوع في خطوط الذكور التي كانت تشبه السكان غير اليهود.
التفكير في دراسات سابقة لـ mtDNA التي أجراها Behar و Atzmon et al. نستنتج أن جميع المجموعات السكانية اليهودية الرئيسية تظهر أدلة على الإناث المؤسسات من أصل شرق أوسطي مع أوقات التحالف> 2000 سنة. توصلت دراسة أجريت عام 2013، بناءً على قاعدة عينات أكبر بكثير ، إلى استنتاجات مختلفة ، ألا وهي أن الحمض النووي (DNA) لليهود من أشكنازي نشأ بين نساء جنوب أوروبا ، حيث تم تأسيس مجتمعات الشتات قبل قرون من سقوط الهيكل الثاني عام 70 م. دراسة عام 2014 قام بها فرنانديز وآخرون. وجد أن اليهود الأشكنازي يعرضون تكرارا لمجموعة هابلوغروب K التي تشير إلى أصل قديم في الشرق الأدنى ، معتبرين أن هذه الملاحظة تتناقض بوضوح مع نتائج الدراسة التي قادها ريتشاردز والتي أشارت إلى أصل أوروبي في الغالب لخطوط الأم في مجتمع الأشكنازي. ومع ذلك ، يذكر مؤلفو دراسة 2014 أيضًا أن الإجابة المؤكدة على السؤال حول ما إذا كانت هذه المجموعة من أصل يهودي وليس نتيجة للهجرة من العصر الحجري الحديث إلى أوروبا تتطلب التنميط الجيني لل mTDNA الكامل في سكان الشرق الأدنى القديم.

### جبل الحمض النووي لليهود الأشكنازي
في عام 2004، وجد Behar el al أن حوالي 32 ٪ من اليهود الأشكنازي ينتمون إلى Haplogroup K الميتوكوندريا ، مما يشير إلى أن عنق الزجاجة الوراثية قد حدث قبل حوالي 100 جيل. يُعتقد أن Haplogroup K نفسها نشأت في غرب آسيا منذ حوالي 12000 عام.

أشارت دراسة قام بها بيهار وآخرون في عام 2006،  بناءً على تحليل عالي الدقة لـ Haplogroup K (mtDNA)، إلى أن حوالي 40٪ من السكان الحاليين في الأشكنازي ينحدرون من الأم إلى أربع نساء فقط ، أو «سلالات المؤسس»، على الأرجح من أصل أوروبي وشرق أوسطي مختلط. وخلصوا إلى أن سلالات المؤسس هذه ربما تكون قد نشأت في الشرق الأوسط في القرنين الأول والثاني ، ثم خضعت للتوسع لاحقًا في أوروبا. علاوة على ذلك ، تم العثور على «أخت» خط الأمهات بين يهود البرتغال وشمال أفريقيا وفرنسا وإيطاليا. لقد كتبوا: 
 كل من مدى وموقع deme السلف الأم التي نشأت من يهود الأشكنازي لا تزال غامضة. هنا ، باستخدام تسلسل كامل من الحمض النووي للميتوكوندريا الموروثة بالأمومة (mtDNA)، نظهر أنه يمكن تتبع ما يقرب من نصف اليهود الأشكناز ، الذين يقدر عددهم بنحو 8,000000 شخص ، إلى أربع نساء فقط يحملن متدنا متمايزة غائبة فعليًا في السكان الآخرين ، مع استثناء مهم من الترددات المنخفضة بين اليهود من غير الأشكناز. نستنتج أن أربعة mtDNAs التأسيسية ، من المحتمل أن تكون من أصل الشرق الأدنى ، خضعت لتوسعات كبيرة في أوروبا خلال الألفية الماضية ... 
 دراسة 2007 من قبل ج. فيدر وآخرون. أكدت فرضية تأسيس أصل غير أوروبي بين خطوط الأم. لم تتطرق دراستهم إلى الأصل الجغرافي لأشكناز وبالتالي لا تؤكد صراحةً أصل «المشرق» لهؤلاء المؤسسين. كشفت هذه الدراسة عن اختلاف كبير في توزيع مجموعة هابلوغروب بين السكان اليهود الأشكنازي والسكان المضيفين الأوروبيين ، أي الروس والبولنديين والألمان. وخلصوا إلى أن الاختلافات بين اليهود وغير اليهود أكبر بكثير من تلك التي لوحظت في المجتمعات اليهودية فيما يتعلق بـ mtDNAs. ووجدت الدراسة أيضًا أنه «يمكن التغاضي عن الاختلافات بين المجتمعات اليهودية عندما يتم إدراج غير اليهود في المقارنات». لقد دعمت التفسيرات السابقة التي تقول ، في خط الأم المباشر ، «كان هناك تدفق جيني ضئيل أو معدوم من المجتمعات غير اليهودية المحلية في بولندا وروسيا إلى المجتمعات اليهودية في هذه البلدان.» 
بالنظر إلى اليهود الأشكنازي ، يقول أتزمون (نقلا عن بيهار أعلاه) أنه خارج نطاق مجموعات الهابوكوند المؤلفة من الميتوكوندريا من أصل ممكن من الشرق الأوسط والتي تشكل حوالي 40 ٪ من المتدنا اليهودي الأشكنازي ، فإن ما تبقى من متدنا يقع في مجموعات هابلوغن أخرى ، العديد من أصل أوروبي. وأشار إلى أنه خارج يهود الأشكنازي ، «لوحظت أدلة على مؤسس الإناث من أصل شرق أوسطي في السكان اليهود الآخرين على أساس من أنماط الميتوكوندريا غير المتداخلة مع أوقات التحالف> 2000 سنة».
خلصت دراسة أجريت عام 2013 في جامعة هيدرسفيلد، بقيادة البروفيسور مارتن ريتشاردز ، إلى أن 65 ٪ -81 ٪ من اشكنازي جبل الحمض النووي من أصل أوروبي ، بما في ذلك جميع الأمهات المؤسمات الأربع ، وأن معظم الأنساب المتبقية هي أيضا الأوروبية . تم نشر النتائج في Nature Communications في أكتوبر 2013. قام الفريق بتحليل حوالي 2500 من جينومات الدنا المتولدة كاملة و 28000 من معظمهم من غير اليهود ، و 836 جينوماً من الدنا المتنوع من الحمض النووي لليهود الأشكنازي. تدعي الدراسة أن 8 ٪ فقط من اشكنازي جبل الحمض النووي يمكن تحديدها في الشرق الأوسط في الأصل ، مع أصل الباقي غير واضح.

لقد كتبوا: 
 إذا سمحنا باحتمال وجود مصدر للشرق الأدنى K1a9 و N1b2 ، فيمكننا تقدير الكسر الكلي لأصل الأم الأوروبية بنسبة 65٪ تقريبًا. نظرًا لقوة الحال بالنسبة لهؤلاء المؤسسين الذين لديهم مصدر أوروبي ، ومع ذلك ، فإن أفضل تقدير لدينا هو تخصيص حوالي 81 ٪ من سلالات الأشكنازي لمصدر أوروبي ، و 8 ٪ إلى الشرق الأدنى و 1 ٪ أخرى إلى الشرق في آسيا ، مع 10 ٪ ~ غامضة المتبقية. . . وبالتالي فإن ما لا يقل عن ثلثي وعلى الأرجح أكثر من أربعة أخماس الأنساب الأشكنازية الأم لديهم أصل أوروبي. 
 فيما يتعلق بأصل خليط الأشكنازي ، تشير التحليلات إلى أن «الموجة الرئيسية الأولى من الاستيعاب ربما حدثت في أوروبا المتوسطية ، على الأرجح في جنوب أوروبا ، مع استيعاب إضافي كبير للمؤسسين القاصرين في غرب / وسط أوروبا». وفقًا لريتشاردز ، الذي أقر بالبحث السابق الذي يُظهر أن أصول يهود أشكنازي من منطقة الشرق الأوسط إلى حد كبير ، فإن التفسير الأكثر ترجيحًا هو أن يهود أشكنازي ينحدرون من رجال الشرق الأوسط الذين انتقلوا إلى أوروبا ، وتزوجوا من نساء محليات قاموا بتحويلهم إلى اليهودية . وجد الباحثون «أدلة أقل على الاستيعاب في أوروبا الشرقية ، ولا يوجد أي دليل تقريبًا على مصدر في شمال القوقاز / تشوفاشيا ، كما كان متوقعًا في فرضية الخزر».
انتقدت هذه الدراسة من قبل عالِم الوراثة دورون بيهار ، الذي صرح بأنه على الرغم من أن الحمض النووي لليهود من أشكنازي من أصول شرق أوسطية وأوروبية مختلطة ، فإن أعمق جذور الأمهات لليهود الأشكنازيين ليست أوروبية. قال هاري أوستر إن دراسة ريتشاردز تبدو معقولة وتتوافق مع الحقائق المعروفة في التاريخ اليهودي. صرح كارل سكوريكي من حرم رامبام للرعاية الصحية أن هناك عيوبًا خطيرة في التحليل الوراثي. يدعي كل من بيهار وسكوريكي أن الحمض النووي المتناوب المستخدم في الدراسة لا يمثل الطيف الكامل للتنوع الميتوكوندريا. يجادل عيران الحايك ، عالم الوراثة في جامعة شيفيلد  ، بأن الدليل استبعد وجود أصل من الشرق الأدنى للعديد من سلالات الميتوكوندريا الأشكنازية ، لكنه تحدى الاستنتاج بأن مساهمة خازارية غائبة.
قال ديفيد ب. جولدشتاين ، عالم الوراثة بجامعة ديوك الذي وجد لأول مرة أوجه التشابه بين الأمهات المؤسمات ليهود أشكنازي والسكان الأوروبيين ، على الرغم من أن تحليل ريتشاردز كان جيدًا و «يمكن أن يكون على حق»،  يقدر أن 80 ٪ من اشكنازي اليهودي جبل الحمض النووي هو الأوروبي لم يكن له ما يبرره إحصائيا بالنظر إلى ارتفاع عشوائي وسقوط السلالات الحمض النووي الميتوكوندريا. وجد عالِم الوراثة أنطونيو توروني من جامعة بافيا الاستنتاجات مقنعة للغاية ، مضيفًا أن الدراسات الحديثة حول نواة الخلية DNA تظهر أيضًا «تشابهًا وثيقًا جدًا بين اليهود الأشكناز والإيطاليين». تم تأسيس مجتمعات الشتات في روما وجنوب قرون قبل سقوط الهيكل الثاني عام 70 م.

دراسة عام 2014 قام بها فرنانديز وآخرون. وجد أن اليهود الأشكنازي يعرضون تكرارا لمجموعة هابلوغروب K التي تشير إلى أصول الشرق الأوسط القديمة ، مشيرا إلى أن هذه الملاحظة تتناقض بوضوح مع نتائج الدراسة التي قادها ريتشاردز والتي أشارت إلى أصل أوروبي في الغالب لخط الأم في مجتمع الأشكنازي. ومع ذلك ، يذكر المؤلفون أيضًا أن الإجابة بشكل نهائي على السؤال حول ما إذا كانت هذه المجموعة من أصل يهودي وليس نتيجة للهجرة من العصر الحجري الحديث إلى أوروبا سوف تتطلب التنميط الجيني لل mtDNA الكامل في سكان الشرق الأدنى القديم. حول دراسة ريتشاردز: 
 وفقًا لهذا العمل ، يمكن تعيين معظم سلالات الأشكنازي mtDNA لثلاثة مؤسسين رئيسيين في هابلوغروب K (31٪ من إجمالي سلالاتهم): K1a1b1a و K1a9 و K2a2. إن عدم وجود طفرات مميزة داخل منطقة التحكم في أنماط PPNB K-H تسمح بتجاهلها كأعضاء إما في الفصائل الفرعية K1a1b1a أو K2a2 ، وكلاهما يمثل 79 ٪ من إجمالي سلالات الأشكنازي K. ومع ذلك ، بدون كتابة عالية الدقة لمنطقة تشفير mtDNA ، لا يمكن استبعاد أن سلالات PPNB K تنتمي إلى المجموعة الفرعية الثالثة K1a9 (20٪ من سلالات Askhenazi K). علاوة على ذلك ، في ضوء الأدلة المقدمة هنا عن فقدان الأنساب في الشرق الأدنى منذ العصر الحجري الحديث ، لا ينبغي اعتبار غياب مؤسس أشكنازي mtDNA في الشرق الأدنى حجة نهائية لغيابه في الماضي. سوف تكون هناك حاجة إلى التنميط الجيني لل mtDNA الكامل في سكان الشرق الأدنى القديم للإجابة بشكل كامل على هذا السؤال ، وسوف يضيف بلا شك دقة إلى الأنماط المكتشفة في المجموعات السكانية الحديثة في هذه الدراسات وغيرها. 

### جبل الحمض النووي لليهود من شمال إفريقيا
كان تحليل الحمض النووي للميتوكوندريا للسكان اليهود في شمال إفريقيا (المغرب وتونس وليبيا) موضوع دراسة تفصيلية أخرى في عام 2008 قام بها دورون بيهار وآخرون. يخلص التحليل إلى أن اليهود من هذه المنطقة لا يشاركون مجموعات هابلوغلوبل في مجموعات هابلوغرافيا الحمض النووي للميتوكوندريا (M1 و U6) التي هي نموذجية للسكان البربر والعرب في شمال إفريقيا. وبالمثل ، في حين أن وتيرة هابلوغروبس L ، المرتبطة بأفريقيا جنوب الصحراء الكبرى، موجودة في حوالي 20-25 ٪ في السكان البربر الذين شملتهم الدراسة ، فإن هذه المجموعات الهابولية موجودة فقط في 1.3 ٪ و 2.7 ٪ و 3.6 ٪ على التوالي من اليهود من المغرب ، تونس وليبيا.
بيهار وآخرون. استنتج أنه من غير المرجح أن يكون لليهود في شمال إفريقيا خليط عربي أو بربري مهم «بما يتوافق مع القيود الاجتماعية التي تفرضها القيود الدينية»، أو الزواج من الزوجية. وجدت هذه الدراسة أيضا أوجه التشابه الوراثية بين أشكنازي ويهود شمال أفريقيا من تجمعات الحمض النووي الميتوكوندريا الأوروبية ، ولكن الاختلافات بين كل من هذه الشتات واليهود من الشرق الأوسط.

### جبل الحمض النووي لليهود من شبه الجزيرة الايبيرية
البيانات (mt-DNA) التي استعادها د. بيهار وآخرون. كانوا من مجتمع ينحدر من اليهود المشفرين في قرية بلمونتي في البرتغال. نظرًا لصغر حجم العينة وظروف عزل المجتمع لفترة طويلة ، لا يمكن تعميم النتائج على شبه جزيرة أيبيريا بأكملها.

### جبل الحمض النووي لليهود من العراق
وفقا لدراسة عام 2008 التي أجراها بيهار ، فإن 43 ٪ من اليهود العراقيين ينحدرون من خمس نساء.
وفقا ل Behar ، 39.8 ٪ من متدنا اليهود الليبيين «يمكن أن تكون مرتبطة بامرأة واحدة تحمل سلالة X2e1a1a».

### جبل الحمض النووي لليهود من تونس
وجدت دراسة بيهار أن 43 ٪ من اليهود التونسيين ينحدرون من أربع نساء على طول خطوط الأمهات.

### جبل الحمض النووي لليهود من إثيوبيا
تتشابه النتائج مع نتائج السكان الذكور ، وهي الخصائص الجينية المتطابقة مع تلك الخاصة بالسكان المحيطين.

### جبل الحمض النووي من يهود تركيا
جبل الحمض النووي من يهود تركيا ولا يشمل إلى حد كبير سلالات الحمض النووي mt- نموذجي في غرب آسيا . تم توثيق نسب من النوع الإيبيري ، وهو ما يتوافق مع البيانات التاريخية ، أي طرد اليهود من شبه الجزيرة الأيبيرية وإعادة توطينهم في الأراضي العثمانية.

### جبل الحمض النووي من يهود جورجيا
وفقًا لدراسة ج. توماس وآخرون ، فإن 51٪ من اليهود الجورجيين ينحدرون من أنثى واحدة. وفقا ل Behar ، 58 ٪ ينحدرون من هذا الجد الأنثى. لم يحدد الباحثون أصل هذا السلف ، ولكن من المعروف أن هذه المرأة تحمل نوعًا مختلفًا يمكن العثور عليه في منطقة واسعة تمتد من البحر المتوسط إلى العراق وحتى القوقاز.

### جبل الحمض النووي لليهود الجبل
أظهر " يهود الجبال" حدثًا مؤثرًا مؤسسًا للأمهات ، حيث تتبع 58.6٪ من إجمالي التباين الوراثي mtDNA الخاص بهم إلى امرأة واحدة من بلاد الشام تحمل سلالة mtDNA داخل Hg J2b.

### جبل الحمض النووي لليهود من اليمن
في دراسة أجراها ريتشاردز وآخرون ، يشير المؤلفون إلى وجود نسبة بسيطة من نسب هابلوغروب L1 و L3A من أفريقيا جنوب الصحراء بين اليهود من اليمن. ومع ذلك ، فإن هذه السطور تحدث بمعدل أقل 4 مرات من تلك بين اليمنيين غير اليهود. مجموعات هابلوغروب الصحراء الكبرى هذه غائبة فعليًا بين اليهود من العراق وإيران وجورجيا ولا تظهر بين اليهود الأشكناز.
يكشف السكان اليهود في اليمن أيضًا عن تأثير مؤسس: 42٪ من خطوط الأمومة المباشرة يمكن تتبعها إلى خمس نساء ، أربع من غرب آسيا وواحدة من شرق إفريقيا.

### جبل الحمض النووي من البخاريين واليهود الفارسيين
تُظهر الدراسات الوراثية أن اليهود الفرس والبخاريين ينحدرون من عدد صغير من الأسلاف الإناث.

### جبل الحمض النووي من اليهود المغاربة
تُظهر الأبحاث الوراثية أن حوالي 27٪ من اليهود المغاربة ينحدرون من سلف واحد.

### جبل الحمض النووي لليهود الهنود
وفقا لدراسة عام 2008 التي أجراها بيهار وآخرون ، فإن النسب الأم لبعض يهود الهند له أصل محلي بالنسبة للغالبية العظمى من المجتمع. يشتمل مجمع الجينات الأمومية أيضًا على بعض النسب البسيطة للأم التي تنشأ في منطقة العراق / إيران أو إيطاليا. تُظهر الأبحاث الوراثية أن 41.3٪ من بني إسرائيل ينحدرون من سلف واحد ، من أصل هندي أصلي. يهود كوشين لديهم أيضًا أوجه تشابه وراثي مع السكان اليهود الآخرين ، وخاصة اليهود اليمنيين، إلى جانب السكان الأصليين في الهند.

## جسمية الحمض النووي
تركز هذه الدراسات على كروموسومات جسمية ، 22 متجانسة أو جسمية ذاتية (كروموسومات غير جنسية)، بدلاً من التركيز على خطوط الأب أو الأم المباشرة. لقد تغيرت التكنولوجيا بسرعة ، لذلك تختلف الدراسات القديمة في الجودة عن الدراسات الحديثة.
أظهرت دراسة أولية أجراها عام 2001 نوح روزنبرغ وزملاؤه على ستة يهود (بولندا وليبيا وإثيوبيا والعراق والمغرب واليمن) واثنان من السكان غير اليهود (الفلسطينيون والدروز) أنه بينما المجموعات الثماني قريبة ، ليبيا لها توقيع جيني متميز يتعلق بعزلتها الوراثية ومزيج ممكن مع السكان البربر.  اقترحت هذه الدراسة نفسها وجود علاقة وثيقة بين يهود اليمن ويهود إثيوبيا.
دراسة عام 2006 من قبل سيلدين وآخرون. تستخدم أكثر من خمسة آلاف من تعدد الأشكال وراثي جسمي لإثبات البنية التحتية الجينية الأوروبية. أظهرت النتائج "تمييزًا ثابتًا وقابل للتكرار بين المجموعات السكانية الأوروبية" الشمالية "و" الجنوبية ". أظهر معظم شمال أوروبا ووسطها وشرقها (الفنلنديون ، السويديون ، الإنجليزية ، الأيرلنديون ، الألمان ، والأوكرانيون) أكثر من 90٪ في المجموعة السكانية "الشمالية"، في حين أن معظم المشاركين الفرديين من أصل أوروبي جنوبي (الإيطاليون والإغريق والبرتغاليون والإسبان) أظهر> 85 ٪ في المجموعة "الجنوبية". أظهر كل من اليهود الأشكناز وكذلك اليهود السفارديم 85٪ من الأعضاء في المجموعة "الجنوبية". وبالإشارة إلى اليهود الذين يتجمعون مع الأوروبيين الجنوبيين ، يقول المؤلفون إن النتائج كانت "متوافقة مع الأصل المتوسطي الأخير لهذه الجماعات العرقية".
دراسة 2007 من قبل باوشيت وآخرون. وجدت أن اليهود الأشكنازي كانوا متجمعين عن كثب مع السكان العرب في شمال إفريقيا بالمقارنة مع السكان العالميين لتلك الدراسة. في تحليل التركيب الأوروبي ، يتشاركون التشابك الوراثي مع الإغريق والصقليين ، مما يعكس أصول شرق البحر المتوسط.
دراسة عام 2008 قام بها Price et al. أخذ عينات من الإيطاليين الجنوبيين واليهود وغيرهم من الأوروبيين ، وعزلوا العلامات الجينية الأكثر دقة للتمييز بين المجموعات الأوروبية ، مما أدى إلى نتائج مماثلة لتلك المستخلصة من التحليلات على نطاق الجينوم. تعمل هذه المجموعة على إزالة مجموعات البيانات الأكبر بكثير (المزيد من العلامات والمزيد من العينات) لتحديد لوحة مؤلفة من 300 علامة مفيدة للغاية من أصل أسلاف والتي تميز بدقة ليس فقط شمال غرب وجنوب شرق أوروبا ، ولكن أيضًا أصل اليهود الأشكناز من جنوب أوروبا.
دراسة عام 2008 قام بها Tian et al. يقدم مثالًا إضافيًا لنموذج التجميع نفسه ، باستخدام عينات وعلامات مشابهة لتلك الموجودة في دراستهم الأخرى. تم فحص البنية التحتية السكانية الأوربية في مجموعة متنوعة من أكثر من 1000 شخص من أصل أوروبي ، كل نمط وراثي مع> 300 K SNPs. أظهر كل من التحليلات الهيكلية والمكونات الرئيسية (PCA) أكبر تقسيم / مكون رئيسي (PC) متباينة شمالًا من أصل أوروبي جنوبي. فصل جهاز كمبيوتر آخر أيضًا الأفراد الإيطاليين والإسبان واليونانيين عن أصول الأجداد اليهودية الأشكنازية فضلاً عن التمييز بين سكان أوروبا الشمالية. في تحليلات منفصلة للمشاركين في شمال أوروبا ، تم تمييز علاقات البنية التحتية الأخرى التي تظهر تدرجًا من الغرب إلى الشرق.
دراسة لعام 2009 أجراها جولدشتاين وآخرون. يوضح أنه من الممكن التنبؤ بأصل اليهود الأشكناز الكامل مع حساسية 100 ٪ وخصوصية 100 ٪ ، على الرغم من أنه تجدر الإشارة إلى أن الخط الفاصل الدقيق بين كتلة يهودية وغير يهودية سوف تختلف عبر مجموعات عينة مما يقلل في الواقع من الدقة من التنبؤ. بينما لا يزال يتعين حل التفسيرات الديموغرافية التاريخية الكاملة لهذا التمييز ، فمن الواضح أن جينومات الأفراد ذوي الأصول اليهودية الأشكنازية الكاملة تحمل توقيعًا لا لبس فيه على الحمض النووي لأسلافهم اليهود ، ويبدو أن هذا يرجع على الأرجح إلى الشرق الأوسط الخاص بهم الأجداد من الأقارب. يلاحظ المؤلفون أن هناك فصلًا تامًا تقريبًا على طول جهاز الكمبيوتر 1، وأنهم يشيرون إلى أن معظم الأوروبيين غير اليهود الأقرب إلى اليهود على هذا الكمبيوتر هم من أصل إيطالي أو شرق البحر المتوسط.
في دراسة أجراها كوبلمان وآخرون عام 2009، وُجد أن أربع مجموعات يهودية ، هي الأشكنازي والتركية والمغربية والتونسية ، تشترك في أصل مشترك من الشرق الأوسط ، مع مزيج أكثر حداثة أدى إلى «وضع متوسط للسكان اليهود مقارنة لسكان أوروبا والشرق الأوسط». وجد المؤلفون أن «الأكثر تشابهًا مع السكان اليهود هو السكان الفلسطينيون». وجد أن اليهود التونسيين مختلفون عن ثلاث مجموعات يهودية أخرى ، مما يشير ، حسب المؤلفين ، إلى عزلة وراثية أكبر و / أو أصل بربري محلي كبير ، كما في حالة اليهود الليبيين. فيما يتعلق بنظرية أصل الخزر عند اليهود الأشكنازي ، لم يجد المؤلفون أي دليل مباشر. على الرغم من أنهم وجدوا تشابهات وراثية بين اليهود ، وخاصة اليهود الأشكناز ، وشعب الأديغ، إلا أن مجموعة من القوقاز، كانت منطقتهم كانت تحتلها في السابق الخزر، إلا أن الأديغ الذين يعيشون على حافة أوروبا الجغرافية ، مرتبطون بشكل جيني بالوسط. الشرقيون ، بمن فيهم الفلسطينيون والبدو واليهود من غير الأشكناز ، أكثر من الأوروبيين.
دراسة أخرى لـ L. Hao et al. درست سبع مجموعات من السكان اليهود من أصل جغرافي مختلف (الأشكناز والإيطالية واليونانية والتركية والإيرانية والعراقية والسورية) وأظهرت أن جميع الأفراد يتشاركون في خلفية شرق أوسطية مشتركة ، على الرغم من أنها يمكن تمييزها جينيًا عن كل آخر. في التعليقات العامة ، خلص هاري أوستر ، مدير برنامج الوراثة البشرية في مركز جامعة لندن لانجون الطبي ، وأحد مؤلفي هذه الدراسة ، «لقد أظهرنا أنه يمكن التعرف على اليهودية من خلال التحليل الجيني ، وبالتالي فإن فكرة يهودي الناس معقولون.» 
دراسة وراثية على نطاق الجينوم أجراها Need et al. وأظهر ونشر في عام 2009 أن «الأفراد ذوي الأصول اليهودية الكاملة شكلوا مجموعة متميزة بوضوح عن هؤلاء الأفراد الذين ليس لديهم أصل يهودي.» وجدت الدراسة أن الكتلة اليهودية التي تم فحصها ، تقع بين سكان الشرق الأوسط والأوروبيين. في التفكير في هذه النتائج ، خلص المؤلفون إلى أنه «من الواضح أن جينومات الأفراد ذوي الأصول اليهودية الأشكنازية الكاملة تحمل توقيعًا لا لبس فيه على تراثهم اليهودي ، ويبدو أن هذا يرجع على الأرجح إلى أصلهم الشرق أوسطي المحدد بدلاً من زواج الأقارب.» 
|         | الايطاليين | اليونانيون | الأسبانية | Tuscans | الألمان | درزي   | الفلسطينيين | الأيرلندية | السويديون | الروس  | الباسكي |
| ------- | ---------- | ---------- | --------- | ------- | ------- | ------ | ----------- | ---------- | --------- | ------ | ------- |
| اشكنازي | 0.0040     | 0.0042     | 0.0056    | 0.0066  | 0.0072  | 0.0088 | 0.0093      | 0.0109     | 0.0120    | 0.0137 | 0.0144  |

تمدد الدراسة الحالية تحليل التركيب الوراثي للسكان الأوروبيين ليشمل مجموعات إضافية من جنوب أوروبا والسكان العرب. في حين أن الأشكنازي هم من أصل جنوبي بشكل واضح استنادًا إلى دراسات PCA و STRUCTURE ، في هذا التحليل للعديد من السكان الأوروبيين ، يبدو أن لهذه المجموعة نمطًا وراثيًا فريدًا قد لا يعكس الأصول الجغرافية.
في يونيو 2010، Behar et al. «يُظهر أن معظم العينات اليهودية تشكل فئة فرعية ضيقة بشكل ملحوظ ذات أصل وراثي شائع ، تغلف عينات الدروز والقبارصة ولكن لا عينات من السكان المشرقيين الآخرين أو السكان المضيفين في الشتات. في المقابل ، يتجمع اليهود الإثيوبيون (بيتا إسرائيل) واليهود الهنود (بين إسرائيل وكوشيني) مع السكان الأصليين المجاورين في إثيوبيا وغرب الهند ، على التوالي ، على الرغم من وجود صلة أبوية واضحة بين بني إسرائيل وبلاد الشام.». «إن التفسير الأكثر غموضًا لهذه الملاحظات هو أصل وراثي شائع ، وهو ما يتفق مع صياغة تاريخية للشعب اليهودي على أنه ينحدر من سكان العبرية والإسرائيليين القدامى في بلاد الشام.»  يقول المؤلفون أن النتائج الوراثية تتفق «مع تشتت شعب إسرائيل القديمة في جميع أنحاء العالم القديم». فيما يتعلق بالعينات التي استخدمها ، يقول بيهار ، «إن استنتاجنا الذي يفضل الأجداد المشتركة (للشعب اليهودي) على المزيج الأخير يتم دعمه بشكل أكبر من خلال حقيقة أن عيّنتنا تحتوي على أفراد يُعرف أنهم لم يتم اختلاطهم في جيل أو جيلين حديثين.» 
وجدت دراسة قام بها هاري أوستر نُشرت في 11 يونيو 2010، روابط وثيقة بين اليهود الأشكنازي والسفاردي والمزراحي ، ووجدت أنهم متميزون وراثياً عن غير اليهود. في الدراسة ، تم تحليل الحمض النووي من دماء 237 يهوديًا وحوالي 2800 من غير اليهود ، وتم تحديد مدى ارتباطهم ارتباطًا وثيقًا بالـ IBD . شارك الأفراد داخل مجموعات الأشكنازي ، والسفاردي ، والمزراحي مستويات عالية من البنك الإسلامي للتنمية، أي ما يعادل تقريبًا مستويات أبناء العمومة الرابعة أو الخامسة. تشترك المجموعات الثلاث في العديد من الخصائص الجينية ، مما يشير إلى وجود أصل مشترك يعود إلى أكثر من 2000 عام. ووجدت الدراسة أن المجموعات اليهودية الثلاث أظهرت علامات مختلفة على الاختلاط مع غير اليهود ، حيث تشير الخواص الوراثية لليهود الأشكنازي إلى ما بين 30٪ و 60٪ من الخليط مع الأوروبيين ، على الرغم من تجمعهم بشكل وثيق مع يهود السفاردي والمزراحي.
في يوليو 2010، أكد براي وآخرون ، باستخدام تقنيات المصفوفة الدقيقة SNP وتحليل الروابط،  «أن هناك علاقة أوثق بين الأشكناز والعديد من السكان الأوروبيين (توسكان والإيطاليين والفرنسيين) مقارنة بين الأشكناز والشرق الأوسط السكان ،» وهذا المزيج الأوروبي«أعلى بكثير من التقديرات السابقة من خلال الدراسات التي استخدمت كروموسوم Y.» يضيفون بيانات دراستهم «تدعم نموذج الأصل الشرق أوسطي لسكان الأشكناز تليهم الاختلاط اللاحق مع الأوروبيين المضيفين أو السكان أكثر شبهاً بالأوروبيين»، وأن بياناتهم تشير إلى أن اليهود الأشكناز الحديثين ربما يكونون أكثر تشابهًا مع الأوروبيين الشرق أوسطيين. قدر مستوى المزيج مع السكان الأوروبيين بين 35 و 55 ٪. افترضت الدراسة أن السكان العرب الدروز يمثلون الإشارة إلى جينوم أجداد العالم اليهودي. مع هذه النقطة المرجعية ، تم تفسير اختلال الارتباط في السكان اليهود الأشكناز على أنه «يتطابق مع علامات التهجين أو» الاختلاط «بين سكان الشرق الأوسط والأوروبيين». أيضًا ، في بيانهم الصحفي ، صرح براي: «لقد فوجئنا بإيجاد دليل على أن اليهود الأشكنازيين لديهم تباين جنسي أكثر من الأوروبيين ، مما يتناقض مع الافتراض السائد على نطاق واسع بأنهم كانوا مجموعة معزولة إلى حد كبير». قال المؤلفون إن حساباتهم ربما «بالغت في تقدير مستوى الاختلاط» في حال كان الأسلاف اليهود الحقيقيون أقرب جينيًا إلى الأوروبيين الجنوبيين من الدروز والعرب الفلسطينيين. لقد توقعوا أن استخدام مجموعات الشتات اليهودي غير الأشكنازي كمرجع لجينوم أجداد أجداد يهودي من شأنه أن «يقلل من مستوى الخلط»، لكن «مع ذلك ، فإن استخدام مجموعات الشتات اليهودي كمرجع سلفي يهودي سيقلل بشكل طبيعي المستوى الحقيقي للإدماج»، حيث تعرض الشتات اليهودي الحديث أيضًا إلى الاختلاط منذ تشتتهم.
يقول زوسمان - ديسكين (2010)، أنه بناءً على تحليل كروموسوم X وسبعة عشر علامة جسمية ، والسكان اليهود من أوروبا الشرقية والسكان اليهود من إيران والعراق واليمن ، ليس لديهم نفس الأصول الجينية. على وجه الخصوص ، فيما يتعلق بيهود أوروبا الشرقية ، يعتقد أن الأدلة تشير إلى وجود كمية مهيمنة من أصول أوروبية جنوبية ، وعلى وجه التحديد من أصل إيطالي ، وهو ما يجادل أنه ربما كان نتيجة للتحولات خلال الإمبراطورية الرومانية. وفيما يتعلق بالتشابه بين السفاردي وأشكنازي ، يجادل بأن الأسباب غير مؤكدة ، ولكن من المحتمل أن يكون سبب ذلك أن اليهود السفارديم لديهم أجداد «متوسطية» أيضًا ، مثل الأشكنازي. بالنسبة إلى الحمض النووي للميتوكوندريا ، وخصوصًا الحمض النووي Y ، يقبل أن هناك علامات سطحية على بعض أصول الشرق الأوسط بين اليهود الأشكنازيين ، لكنه يجادل بأنه يمكن تجاهل هذا الأمر لأنه قد يكون من عدد قليل من الأجداد.
أجرت دراسة Atzmon et al. فحص أصل الطوائف اليهودية الإيرانية والعراقية والسورية والتركية واليونانية والسفاردية والأشكنازية. قارنت الدراسة هذه الجماعات اليهودية بـ 1043 من الأفراد غير ذوي الصلة من 52 من سكان العالم. لدراسة العلاقة بين الجاليات اليهودية والسكان الأوروبيين ، تم تخصيص 2407 شخصًا أوروبيًا وتقسيمهم إلى 10 مجموعات استنادًا إلى المنطقة الجغرافية التي ينتمون إليها. أكدت هذه الدراسة النتائج السابقة للأصل الشرق أوسطي المشترك بين المجموعات اليهودية المذكورة أعلاه ووجدت أن «الروابط الوراثية بين السكان اليهود أصبحت واضحة من خلال IBD المتكرر عبر هذه المجموعات اليهودية (63٪ من جميع الشرائح المشتركة). شارك السكان اليهود قطاعات أكثر فأكثر مع بعضهم البعض أكثر من السكان غير اليهود ، مما يبرز القواسم المشتركة للأصل اليهودي. من بين أزواج السكان التي تم طلبها من خلال المشاركة الكلية ، كان 12 من أصل 20 من كبار أزواج السكان اليهود ، و» لم يقرن أي من أفضل 30 مجموعة من السكان اليهود بشعب غير يهودي«. يخلص أتزمون إلى أن» كل مجموعة يهودية أظهرت أصلًا شرق أوسطيًا ومزيجًا متغيرًا من السكان المضيفين ، في حين أن الانقسام بين اليهود الشرق أوسطيين واليهود الأوروبيين / السوريين ، المحسوب بالمحاكاة ومقارنة التوزيعات الطولية لشرائح IBD ، حدثت قبل 100-150 جيل ، تم وصفه بأنه «متوافق مع الفجوة التاريخية التي ذُكر أنها حدثت قبل أكثر من 2500 عام»، حيث تشكل الجالية اليهودية في العراق وإيران من قبل اليهود في الإمبراطوريتين البابلية والفارسية أثناء وبعد النفي البابلي. كان الاختلاف الرئيسي بين مزراحي وأشكنازي / اليهود السفارديم هو غياب المكونات الأوروبية الجنوبية في السابق. وفقًا لهذه النتائج ، تم تشكيل السكان اليهود الأوروبيين / السوريين ، بما في ذلك الجالية اليهودية الأشكنازية ، نتيجةً لطرد اليهود من فلسطين خلال الحكم الروماني. فيما يتعلق باليهود الأشكناز ، وجدت هذه الدراسة أن التواريخ الجينية «لا تتوافق مع النظريات القائلة بأن يهود الأشكنازي هم في معظمهم أحفاد خطية مباشرة من الخزر أو السلاف المحولين». نقلاً عن بيهار ، يقول أتزمون «لقد لوحظت أدلة على النساء المؤسسات من أصل شرق أوسطي في جميع السكان اليهود بناءً على أنماط هيبوستيرونية غير متداخلة مع أوقات اندماج> 2000 سنة». كان أقرب الناس الذين لهم صلة بالجماعات اليهودية هم الفلسطينيين والبدو والدروز والإغريق والإيطاليين. فيما يتعلق بهذه العلاقة ، يخلص الباحثون إلى أن «هذه الملاحظات مدعومة بالتداخل الكبير لمجموعات الهلوسومات الكروموسومية Y بين العرب الإسرائيليين والفلسطينيين مع السكان الأشكناز واليهود الأشكناز غير اليهود».
في عام 2011، مورجاني وآخرون. اكتشف من 3٪ إلى 5٪ من أصول أفريقيا جنوب الصحراء في جميع السكان اليهود المتنوعين (اليهود الأشكناز واليهود السوريين واليهود الإيرانيين واليهود العراقيين واليهود اليونانيين واليهود الأتراك واليهود الإيطاليين) الذين حللوه. كان توقيت هذا المزيج الأفريقي بين جميع السكان اليهود متطابقًا. لم يتم تحديد التاريخ الدقيق ، لكن قدّر أنه حدث بين 1600 و 3400 عام. على الرغم من أن المزيج الأفريقي تم تحديده بين سكان جنوب أوروبا والشرق الأدنى أيضًا ، إلا أن هذا المزيج كان أصغر مقارنة بالسكان اليهود. هذه النتائج أوضح الباحثون كدليل يتعلق بالأصل المشترك لهذه المجموعات اليهودية الرئيسية الثمانية. «من المثير للاهتمام أن يشترك المزراحيون الإيرانيون واليهود العراقيون - الذين يُعتقد أنهم ينحدرون جزئيًا على الأقل من اليهود الذين تم نفيهم إلى بابل قبل حوالي 2600 عام - في إشارة إلى الاختلاط الأفريقي. أحد التفسيرات الغامضة لهذه الملاحظات هو أنها تعكس تاريخًا تنحدر فيه العديد من الجماعات اليهودية من مجموعة أجداد مشتركة كانت قد اختلطت مع الأفارقة ، قبل بداية الشتات اليهودي الذي حدث في القرن الثامن إلى السادس قبل الميلاد» يخلص المؤلفون.

في عام 2012، تم إجراء دراستين جينيتين كبيرتين تحت قيادة هاري أوستر ، من كلية ألبرت أينشتاين للطب. تم نشر النتائج في وقائع الأكاديمية الوطنية للعلوم. تم تحليل جينات 509 من المتبرعين اليهود من 15 خلفيات مختلفة و 114 من المانحين غير اليهود من أصل شمال أفريقيا. تم العثور على اليهود الأشكنازي ، السفاردي ، والمزراحي اليهود ليكونوا أقرب وراثيا لبعضهم البعض من السكان المضيفين على المدى الطويل ، وجميعهم لديهم أصول من الشرق الأوسط ، جنبا إلى جنب مع كميات متفاوتة من خليط من السكان المحليين. تبين أن يهود مزراحي وأشكنازي تباعدوا عن بعضهم البعض منذ 2500 عام تقريبًا ، أي وقت نفي بابل. أكدت الدراسات أيضًا نتائج الدراسات السابقة التي وجدت أن يهود شمال إفريقيا كانوا أكثر ارتباطًا ببعضهم وبين يهود أوروبا والشرق الأوسط مقارنة بسكانهم غير اليهود. أصل الجينوم في شمال إفريقيا تمت مقارنة المجموعات اليهودية فيما يتعلق بالأصول الأوروبية (الباسكية) والمغربي (التونسي غير اليهودي) والشرق الأوسط (الفلسطيني). تم العثور على مكون الشرق الأوسط ليكون قابلاً للمقارنة في جميع الجماعات اليهودية وغير اليهودية في شمال إفريقيا ، في حين أظهرت الجماعات اليهودية في شمال إفريقيا زيادة في مستوى أوروبيها وانخفاضه من أصول شمال إفريقيا  حيث يميل اليهود المغاربة والجزائريون لأن يكونوا وراثياً أقرب إلى الأوروبيين من ديربان اليهود. ووجدت الدراسة أن اليهود اليمنيين والإثيوبيين والجورجيين شكلوا مجموعاتهم المميزة المرتبطة جينيًا. على وجه الخصوص ، وجد أن اليهود اليمنيين، الذين كان يُعتقد في السابق أنهم عاشوا في عزلة ، لديهم صلات وراثية بالسكان المضيفين ، مما يشير إلى حدوث بعض التحول من العرب المحليين إلى اليهودية. ووجدت الدراسة أيضًا أن اليهود السوريين يشتركون مع اليهود الأشكناز في القواسم الوراثية أكثر من غيرهم من السكان اليهود في الشرق الأوسط. وفقا للدراسة: 
 تجمعات سكانية يهودية شمال أفريقية مميزة بالقرب من السكان اليهود الآخرين ودرجات متفاوتة من الشرق الأوسط والأوروبي وشمال إفريقيا. تم تحديد مجموعتين فرعيتين رئيسيتين من خلال المكون الرئيسي ، شجرة الانضمام إلى الجار ، وتحليل الهوية حسب الأصل - المغربي / الجزائري وجربان / الليبي - والتي تباينت في درجة الاختلاط الأوروبي. أظهر هؤلاء السكان درجة عالية من الزواج الزوجي وكانوا جزءًا من مجموعة أكبر من اليهود الأشكناز والسفارديم. من خلال التحليل الأساسي للمكونات ، كانت هذه المجموعات في شمال إفريقيا متعامدة مع السكان المعاصرين من شمال وجنوب المغرب والصحراء الغربية وتونس وليبيا ومصر. وبالتالي ، تتوافق هذه الدراسة مع تاريخ يهود شمال إفريقيا - التأسيس خلال العصور القديمة الكلاسيكية مع التبشير للسكان المحليين ، تليها العزلة الوراثية مع ظهور المسيحية ثم الإسلام ، والاختلاط بعد هجرة يهود السفارديم أثناء محاكم التفتيش. 
 أظهرت دراسة أجريت عام 2012 على اليهود الإثيوبيين أنه على الرغم من ارتباطهم في المقام الأول بالسكان المحليين ، إلا أن اليهود الإثيوبيين لديهم روابط وراثية بعيدة جدًا بالشرق الأوسط منذ حوالي 2000 عام ، وينحدرون على الأرجح من عدد قليل من المؤسسين اليهود. تم التكهن بأن المجتمع بدأ عندما استقر عدد قليل من اليهود المتجولين في إثيوبيا في العصور القديمة ، وتحول السكان المحليين إلى اليهودية، وتزوجوا من السكان المحليين.
قامت دراسة أجراها إيران الحايك في عام 2012 بتحليل البيانات التي تم جمعها من أجل الدراسات السابقة وخلصت إلى أن الحمض النووي للسكان اليهود في أوروبا الشرقية والوسطى يشير إلى أن أسلافهم هي «فسيفساء من القوقاز والأسلاف الأوروبية والسامية». من أجل الدراسة ، افتُرض أن البدو والهاشميين الأردنيين ، المعروفين أنهم ينحدرون من القبائل العربية ، بديل بديل وراثي صالح لليهود القدماء ، في حين كان يُفترض أن الدروز ، المعروف أنهم قادمون من سوريا ، هم مهاجرون غير ساميين إلى بلاد الشام. كما تم استخدام الأرمن والجورجيين كمجموعات بديلة للخبراء الذين يتحدثون لغة تركية لا علاقة لها بالجورجية أو الأرمنية. على هذا الأساس ، تم اقتراح علاقة قوية نسبيًا مع القوقاز بسبب التشابه الوراثي الأقوى بين هذه الجماعات اليهودية والأرمن الحديثين والجورجيين واليهود الأذربيجانيين والدروز والقبارصة ، مقارنة بالتشابه الوراثي الأضعف مع الهاشميين والبدو. هذا المكون القوقازي المقترح من الأجداد أخذ بدوره ليتوافق مع الفرضية الخازارية كتفسير لجزء من أصل اليهود الأشكناز.

دراسة من قبل هابر وآخرون. لاحظت (2013) أنه في حين أظهرت الدراسات السابقة عن بلاد الشام ، والتي ركزت بشكل أساسي على السكان اليهود في الشتات ، أن «اليهود يشكلون مجموعة مميزة في الشرق الأوسط»، فإن هذه الدراسات لم توضح «ما إذا كانت العوامل التي تقود هذه البنية إشراك مجموعات أخرى في بلاد الشام». وجد الباحثون دليلاً قوياً على أن سكان بلاد الشام الحديثة ينحدرون من مجموعتين من أسلاف الظاهر الرئيسيين. هناك مجموعة من الخصائص الوراثية التي يتم مشاركتها مع الأوروبيين الحديثين والآسيويين الأوسطين هي الأبرز في بلاد الشام بين «اللبنانيين والأرمن والقبارصة والدروز واليهود ، وكذلك الأتراك والإيرانيين والسكان القوقازيين». يتم مشاركة المجموعة الثانية من الخصائص الوراثية الموروثة مع السكان في أجزاء أخرى من الشرق الأوسط وكذلك بعض المجموعات الأفريقية. تشمل مجموعات المشرق في هذه الفئة «فلسطينيون ، أردنيون ، سوريون ، بالإضافة إلى سكان شمال إفريقيا ، إثيوبيين ، سعوديين ، وبدو». فيما يتعلق بالمكون الثاني من الأجداد ، يلاحظ المؤلفون أنه بينما يرتبط بـ «نمط التوسع الإسلامي»، وأن «توسع بلاد ما قبل الإسلام كان أكثر تشابهاً وراثياً مع الأوروبيين من الشرق أوسطيين»، لكنهم يقولون أيضًا «قد يشير وجودها في المسيحيين اللبنانيين واليهود السفاردي والأشكناز والقبارصة والأرمن إلى أن انتشاره إلى بلاد الشام قد يمثل أيضًا حدثًا سابقًا». وجد المؤلفون أيضًا وجود علاقة قوية بين الدين والأصل الظاهر في بلاد الشام: 
 تجمع كل اليهود (السفاردي والأشكنازي) في فرع واحد ؛ يصور الدروز من جبل لبنان والدروز من جبل الكرمل على فرع خاص ؛ ويشكل المسيحيون اللبنانيون فرعًا خاصًا به السكان المسيحيون في أرمينيا وقبرص يضعون المسلمين اللبنانيين كمجموعة خارجية. يتجمع السكان المسلمون في الغالب من السوريين والفلسطينيين والأردنيين على فروع مع السكان المسلمين الآخرين بعيدة مثل المغرب واليمن. 
 دراسة 2013 قام بها دورون م. بيهار ، مايت ميتسبالو ، يائيل باران ، نعمة م. كوبلمان ، بيازيت يوسباييف وآخرون. باستخدام تكامل الأنماط الجينية في أكبر مجموعة بيانات تم جمعها حديثًا والمتاحة حتى الآن (1,774 عينة من 106 من السكان اليهود وغير اليهود) لتقييم الأصول الجينية اليهودية الأشكنازية من مناطق أصول الأشكنازي المحتملة: (أوروبا والشرق الأوسط والمنطقة تاريخيا مرتبط بخزان خجانيت) خلص إلى أن «هذه الدراسة الأكثر شمولية ... لا تتغير في واقع الأمر وتعزز استنتاجات الدراسات السابقة المتعددة ، بما في ذلك دراساتنا وتلك التي أجرتها مجموعات أخرى (أتزمون وآخرون ، 2010 ؛ باوشيت وآخرون ، 2007 Behar and others، 2010؛ Campbell and others، 2012؛ Guha and others، 2012؛ Haber and others؛ 2013؛ Henn and others، 2012؛ Kopelman and others، 2009؛ Seldin and others، 2006؛ Tian and others، 2008). نؤكد فكرة أن يهود الأشكنازي وشمال إفريقيا وسباردي يشتركون في أصل وراثي كبير وأنهم يستمدونه من سكان الشرق الأوسط وأوروبا ، مع عدم وجود إشارة إلى مساهمة خازار يمكن اكتشافها في أصولهم الوراثية.»
كما أعاد المؤلفون تحليل دراسة عيران الحايك لعام 2012، ووجدوا أن «الافتراض الاستفزازي القائل بأن الأرمن والجورجيين يمكن أن يكونوا وكلاء مناسبين لأحفار الخزر يمثل مشكلة لعدد من الأسباب حيث أن الأدلة على النسب بين سكان القوقاز لا تعكس أصل الخزر.». أيضًا ، وجد المؤلفون أنه «حتى لو كان مسموحًا له أن تمثل الأقليات القوقازية أصل الخازار ، فإن استخدام الأرمن والجورجيين كوكلاء للخزار ضعيف بشكل خاص ، لأنهم يمثلون الجزء الجنوبي من منطقة القوقاز ، بينما كانت خازار خاجانات تركزت في شمال القوقاز وإلى الشمال. علاوة على ذلك ، من بين سكان القوقاز ، يعد الأرمن والجورجيون الأقرب جغرافيا إلى الشرق الأوسط ، وبالتالي من المتوقع أن تظهر بداهة التشابه الوراثي الأكبر بين سكان الشرق الأوسط». فيما يتعلق بتشابه سكان جنوب القوقاز مع مجموعات الشرق الأوسط التي لوحظت على مستوى الجينوم بأكمله في دراسة حديثة (Yunusbayev وآخرون ، 2012). ووجد الباحثون أن «أي تشابه وراثي بين اليهود الأشكناز والأرمن والجورجيين قد يعكس مجرد مكون مشترك من أصل شرق أوسطي مشترك ، ويوفر في الواقع مزيدًا من الدعم لأصل شرق أوسطي من اليهود الأشكناز ، بدلاً من تلميح إلى أصل خازار». ادعى المؤلفون «إذا قبل المرء الفرضية القائلة بأن التشابه بين الأرمن والجورجيين يمثل أصل خازار بالنسبة لليهود الأشكنازي ، فيجب على المرء بالتالي أن يدعي أيضًا أن يهود الشرق الأوسط والعديد من سكان منطقة البحر المتوسط الأوروبية والشرق أوسطية هم أيضًا من نسل الخزر. من الواضح أن هذا الادعاء غير صحيح ، حيث أن الاختلافات بين مختلف السكان اليهود وغير اليهود في منطقة البحر الأبيض المتوسط في أوروبا والشرق الأوسط تسبق فترة الخزر منذ آلاف السنين».
حللت دراستان قام بهما باول وزملاؤه عام 2014 ببيانات SNP جسمية من خلال اختبار الباحث عن العائلة لـ FTDNA لـ 100 مشارك في الدراسة ، مقسمة إلى مجموعات دراسة يهودية وغير يهودية وبين الأديان. وقد أبلغت عن قيم اختبار الحمض النووي الجسدي ، مثل حجم وعدد أجزاء الدنا المشتركة ، وعدد التطابقات الجينية ، وتوزيع العلاقات المتوقعة ، تختلف بين مجموعات الدراسة. تبحث الدراسة أيضًا في كيفية اختلاف الدنا الجسمي المشترك ، وقيم الكتلة الأطول باختلاف قوة العلاقة لكل مجموعة دراسة. وفقًا للنتائج ، وجد أن المشاركين الأربعين في مجموعة الدراسة اليهودية يتطابقون مع متوسط 24.8 أو 62.0٪ من المشاركين الآخرين في الدراسة ، بينما تطابق المشاركون الأربعون في مجموعة الدراسة غير اليهودية معدل 4.0 أو 9.9٪ المشاركين الآخرين في الدراسة غير اليهودية. وبالتالي ، كان المشاركون في الدراسة اليهودية أكثر من 6 مرات مباريات مع بعضها البعض من المشاركين في الدراسة غير اليهود. باستثناء مشارك واحد في الدراسة ، لم تكن هناك مباريات بين مجموعات الدراسة اليهودية وغير اليهودية. " 
دراسة 2014 بواسطة Carmi et al. وجدت «نيتشر كوميونيكيشنز» التي نشرتها «نيتشر كوميونيكيشنز» أن السكان اليهود الأشكناز ينبعون من خليط متساوٍ بين شعوب الشرق الأوسط وأوروبا. وفقًا للمؤلفين ، من المحتمل أن يحدث هذا الخلط قبل حوالي 600-800 عام ، يليه النمو السريع والعزلة الوراثية (معدل لكل جيل 16–53 ٪ ؛). وجدت الدراسة أن جميع اليهود الأشكناز ينحدرون من حوالي 350 شخصًا ، نصفهم تقريباً من الشرق الأوسط ونصفهم أوروبيون ، وأن جميع اليهود الأشكناز مرتبطون إلى درجة أنهم لا يزيدون عن أبناء العم الثلاثين. أكد تحليل المكون الرئيسي للمتغيرات الشائعة في عينات AJ المتسلسلة ، الملاحظات السابقة ، وهي قرب المجموعة اليهودية الأشكنازية من السكان اليهود والأوروبيين والشرق الأوسط الآخرين.
دراسة عام 2016 من قبل Elhaik et al. في مطبعة جامعة أوكسفورد نشرت مجلة جينوم بيولوجيا والتطور وجدت أن الحمض النووي لليهود الأشكنازي نشأت في شمال شرق تركيا. وجدت الدراسة أن 90 ٪ من اليهود الأشكنازي يمكن تتبعهم في أربع قرى قديمة في شمال شرق تركيا. تكهن الباحثون بأن اليهود الأشكناز قد نشأوا في الألفية الأولى ، عندما قام اليهود الإيرانيون بتحويل السكان اليونانيين الرومانيين ، والتركيين ، والإيرانيين ، وجنوب القوقاز ، والسلافيين الذين يعيشون في تركيا ، وتوقعوا أن اللغة اليديشية قد نشأت هناك أيضًا بين التجار اليهود كلغة خفية. من أجل الاستفادة من التجارة على طول طريق الحرير.
في دراسة مشتركة نشرت في عام 2016 من قبل جينوم بيولوجي آند إيفولوشن ، وهي مجموعة من علماء الوراثة واللغويين من المملكة المتحدة ؛ رفضت جمهورية التشيك وروسيا وليتوانيا كل من المكونات الوراثية واللغوية لدراسة إلهايك. بالنسبة للمكون الوراثي ، جادل المؤلفون بأن استخدام «أداة GPS» الوراثية من شأنه أن يضع الإيطاليين والإسبان في اليونان ، وسيتم وضع جميع التونسيين وبعض الكويتيين في البحر الأبيض المتوسط ، وتم وضع جميع اليونانيين في بلغاريا وفي البحر الأسود ، وكان جميع اللبنانيين منتشرين على طول خط يربط مصر والقوقاز. وكتب المؤلفون «هذه الحالات كافية لتوضيح أن تعيين أفراد الاختبار لا علاقة له بمواقع الأجداد». أما بالنسبة للمكون اللغوي ، فقد ذكر المؤلفون أن «اليديشية هي لغة جرمانية ، ولا تترك مجالًا لفرضية إعادة التفسير السلافية وللفكرة حول الاتصالات اليديشية الفارسية المبكرة في آسيا الصغرى. وخلصت الدراسة إلى أن» اليديشية هي لغة السلافية التي أنشأها التجار اليهود الإيرانيين السلافية السلافية على طول طريق الحرير كلغة تجارة خفية ، يتحدث بها فقط من قبل منشئيها لاكتساب ميزة في التجارة«(لا يزال داس وآخرون (2016)) تأكيد في عالم المضاربات غير المدعومة»، وخلصت الدراسة.
دراسة 2016 لليهود الهنود من مجتمع بني إسرائيل بقلم والدمان وآخرون. وجد أن التركيب الجيني للمجتمع «فريد بين السكان الهنود والباكستانيين الذين قمنا بتحليلهم في تقاسم أصل وراثي كبير مع السكان اليهود الآخرين. يشير تجميع النتائج من جميع التحليلات إلى أن بني إسرائيل يمثل سكانًا مختلطين من أصل يهودي وهندي على حد سواء ، مع المساهمة الجينية لكل من هذه الأجداد السكانية كبيرة.» فحص المؤلفون أيضًا نسبة وجذور أصل يهودي مشترك والخليط الوراثي المحلي: «بالإضافة إلى ذلك ، أجرينا تحليلًا قائمًا على f4 لاختبار ما إذا كان بني إسرائيل أقرب إلى اليهود من سكان الشرق الأوسط غير اليهود. وجدنا أن السكان اليهود في الشرق الأوسط كانوا أقرب إلى بني إسرائيل مقارنة بالسكان الشرق أوسطيين الآخرين الذين تم فحصهم (الدروز والبدو والفلسطينيين). كان السكان اليهود من خارج الشرق الأوسط لا يزالون أقرب إلى بني إسرائيل مقارنةً بالبدو والفلسطينيين ، ولكن ليس مقارنة بالدروز. هذه النتائج تدعم كذلك الفرضية القائلة بأن أصل بني إسرائيل غير الهندي هو يهودي محدد ، على الأرجح من السكان اليهود في الشرق الأوسط.» 

## مقارنة مع الميراث الوراثي للسكان غير اليهود

### المشرقيين
أثبتت العديد من الدراسات الوراثية أن معظم الانقسامات العرقية اليهودية المختلفة والدروز والفلسطينيين ،  بدوي،  لبناني وغيرها من بلاد الشام بالقرب من بعضها البعض وراثياً. لقد وجدت العديد من الدراسات أن اليهود والفلسطينيين أقرب إلى بعضهم البعض من الفلسطينيين أو اليهود الأوروبيين إلى غير الأوروبيين أو الأفارقة. كما وجدوا تداخلًا وراثيًا كبيرًا بين العرب الإسرائيليين والفلسطينيين واليهود الأشكنازي والسفارديم. تم العثور على اختلاف بسيط ولكنه ذو دلالة إحصائية في توزيعات هابلوغروب Y كروموسومات لليهود الشرقيين والفلسطينيين ، ولكن لم توجد فروق ذات دلالة إحصائية بين اليهود الأشكناز والفلسطينيين ولا بين الطائفتين اليهوديتين ، ومع ذلك ، تم العثور على مجموعة مميزة للغاية في أنماط الفردول الفلسطينية . ينتمي 32٪ من أصل كروموسومات Y العربية البالغ عددها 143 إلى "I&P Arab clade" ، التي كانت تحتوي على كروموسوم غير عربي واحد ، وهو كروموسوم يهودي سفارديم. يمكن أن يعزى ذلك إلى العزلة الجغرافية لليهود أو إلى هجرة القبائل العربية في الألفية الأولى. تم العثور على الأشخاص الدروز ، «الملاذ الوراثي» لتنوع الشرق الأدنى في العصور القديمة ،  في الدراسات الوراثية ليكونوا الأقرب إلى يهود السكان في بلاد الشام. يتجمع اللبنانيون عن كثب مع الجماعات العرقية اليهودية ، وهي أقرب من السوريين والفلسطينيين ، وفقًا لدراسة أجريت عام 2010 بقلم بيهار وآخرون. على النقيض من التجمع اليهودي واللبناني والدرزي الوثيق ، كان التجمع الفلسطيني ، الذي كان الأقرب إلى السعوديين والبدو ، يشير إلى أصل كبير من شبه الجزيرة العربية على عكس مجموعة بلاد الشام أكثر من المجموعات السابقة.
استكشفت الدراسة الأثرية الفردية لجنوب بلاد الشام (Salamon et al. 2010) مجموعات هبلوجرافية متدنية من فترة العصر الحجري المنحدر من كهف في صحراء يهودا. كانت haplogroups السائدة mtDNA تلك الموجودة في هابلوغروب U3a ، H و H6. «U3 شائع جدًا في mtDNA المعاصر من عينات الشرق الأدنى والشرقتين مما يشير إلى بعض الاستمرارية الزمنية في مجموعات haplogroups من mtDNA من عهد يعود إلى عصر العصر الحجري (حوالي 4500-4000 قبل الميلاد). بالإضافة إلى ذلك ، وجد المؤلفون أن النماذج الفردية لـ U3a و H6 من عينات الحمض النووي القديمة كانت موجودة في مجموعة واسعة من السكان اليهود المعاصرين».

### السامريون
يعد السامريون من السكان الشماليين القدامى لإسرائيل التاريخية ، حيث تم تحديدهم تاريخيا بشكل جيد منذ القرن الرابع قبل الميلاد على الأقل. إنهم يعرّفون أنفسهم بأنهم من نسل قبائل إفرايم ومنسى (سميت على اسم ابني يوسف) الذين يعيشون في مملكة إسرائيل قبل تدميرها في 722 قبل الميلاد. بالنسبة لهم ، اليهود هم أحفاد بني إسرائيل من مملكة يهوذا الجنوبية القديمة (والقدس).
2004 دراسة شن وآخرون. قارن بين Y-DNA و DNA-mt Samaritans لـ 12 رجلاً مع 158 رجلًا من غير السامريين ، مقسومًا على 6 مجموعات يهودية (من أصل أشكنازي ، مغاربة وليبيين وإثيوبيين وعراقيين ويمنيين) وشعبين غير يهود من إسرائيل (الدروز والعرب). وخلصت الدراسة إلى وجود أوجه تشابه كبيرة بين خطوط الأب لليهود والسامريين ، ولكن خطوط الأم تختلف بين الشعبين. المسافات الوراثية المزدوجة (Fst) بين 11 مجموعة من AMOVA تطبق على Y-chromosomal والميتوكوندريا. بالنسبة إلى كروموسوم Y ، ترتبط جميع الجماعات اليهودية (باستثناء اليهود الإثيوبيين) ارتباطًا وثيقًا ولا تختلف اختلافًا كبيرًا عن السامريين (0.041) أو الدروز (0.033) ، ولكنها تختلف عن العرب الفلسطينيين (0.163) والأفارقة (0.219) والأوروبيون (0.111). أشارت هذه الدراسة إلى أن كروموسومات Y السامرية واليهودية لديها تقارب أكبر بكثير بالنسبة للجيران الجغرافيين العرب الفلسطينيين. هذا يشير إلى أن الاثنين يشتركان في مجموعة من سكان الشرق الأدنى أجداد سابقين يسبقان تباعدهما في القرن الرابع قبل الميلاد ، يدعمان السرد السامري عن النسب من بني إسرائيل الأصليين الذين نجوا من المنفى الأشوري بدلاً من السكان الأجانب الذين أدخلتهم الإمبراطورية الآشورية. ومع ذلك ، فإن نتائج mtDNA لم تتطابق مع السكان اليهود الآخرين على الإطلاق ، ودعم السرد اليهودي من الآشوريين تشريد سكان شمال إسرائيل. من هذه النتائج ، خلص الباحثون إلى أن السامريين ينحدرون من الرجال والنساء غير اليهود ، مما يؤكد عناصر السرد اليهودي والسامري.
دراسة 2013 من قبل PJ Oefner ، وآخرون. وجدت أن «السامريون هم أحفاد من قبائل إسرائيل التي يرجع تاريخها إلى ما قبل المنفى الآشوري في 722-720 قبل الميلاد. بالتوافق مع الأنماط الفردية متعددة النوكليوتيدات المنشورة سابقًا ، لوحظ أن كل عائلة سامرية ، باستثناء سلالة ساماريتان كوهين ، تحمل نمطًا مكررًا متكررًا كروموسوم Y قصير الصبغيات لم يكن أكثر من طفرة واحدة تمت إزالتها من علامة ستة كوهين مشروط النمط الفرداني»  استنتج المؤلفون أن«مجتمعة ، تشير نتائجنا إلى وجود تدفق جيني بين الإناث غير السامري والسكان السامري إلى حد أكبر بكثير من الذكور. من ناحية أخرى ، يبدو أن الأنساب الذكور للسامريين لديهم تقارب كبير مع السكان اليهود غير الإثيوبيين الذين تم فحصهم هنا. هذه النتائج تتوافق مع التوقعات القائمة على عادات الزواج الزوجية والأبوية لدى السامريين وتوفر الدعم للعلاقة الوراثية القديمة بين السامريين والإسرائيليين.» 

### Lembas
و يمبا وتنتشر العشائر بين البانتو القبائل -speaking في زيمبابوي وشمال جنوب أفريقيا. يتتبع تقاليدهم الشفوية أصل الليمبا اليهودية إلى صنعاء في اليمن. يبدو أن بعض الممارسات تذكرنا بالممارسات اليهودية (مثل الختان وقوانين الطعام). حاولت دراستان تحديد الأصل الأبوي لهذه القبائل. الأول من تأليف A. Spurdle و T. Jenkins  يعود إلى عام 1996 ويشير إلى أن أكثر من نصف ليمباس المختبرة من أصل سامي. الدراسة الثانية التي أجراها مارك جي توماس وآخرون. يعود تاريخه إلى عام 2000 ويشير أيضًا إلى أن جزءًا من ليمباس له أصل سامي يمكن أن يأتي من مزيج من العرب واليهود. بالإضافة إلى ذلك ، يوضح المؤلفون أن العشائر Lemba (Buba clan) لديها نسبة كبيرة من CMH السابق.
بحثت الأبحاث الحديثة المنشورة في المجلة الطبية لجنوب إفريقيا اختلافات الكروموسومات Y في مجموعتين من Lemba ، واحدة من جنوب إفريقيا وزيمبابوي الأخرى (Remba). وخلصت إلى أنه «على الرغم من أنه لم يكن من الممكن تتبع أصول كروموسومات Y غير الإفريقية بشكل لا لبس فيه في Lemba و Remba ، فإن هذه الدراسة لا تدعم الادعاءات السابقة بتراثهم الجيني اليهودي.» اقترح الباحث «وجود صلة أقوى مع سكان الشرق الأوسط ، على الأرجح نتيجة النشاط التجاري في المحيط الهندي.» 

### سكان إسبانيا والبرتغال والأيبيرية الأمريكية
وفقًا لدراسة أجراها آدمز وزملاؤه عام 2008، فإن سكان شبه الجزيرة الأيبيرية (أسبانيا والبرتغال) لديهم متوسط 20 ٪ من أصل يهودي من السفاردي ،   مع تباينات جغرافية كبيرة تتراوح بين 0 ٪ في مينوركا إلى 36.3 ٪ في جنوب البرتغال. وفقًا للمؤلفين ، قد يكون جزء من هذا المزيج أيضًا من أصول العصر الحجري الحديث أو الفينيقية أو العربية السورية.
في العصر الحديث ، أظهر السكان الأيبيريون الأمريكيون أيضًا درجات متفاوتة من أصل يهودي سفارديم: حديث مسيحي حديث من أسلاف المستوطنين الإيبريين من أصل يهودي سفارديم. الأمريكيون الأيبيون هم إلى حد كبير نتيجة الاختلاط بين المهاجرين من أيبيريا والشعوب الأصلية في الأمريكتين والعبيد الأفارقة جنوب الصحراء الكبرى، وكذلك الأوروبيين الآخرين وغيرهم من المهاجرين. يعتمد الخليط المحدد للفرد على الأنساب العائلي ؛ أخفى جزء كبير من المهاجرين من أيبيريا (إسبانيا والبرتغال) أصلهم اليهودي السفارديم.
قام الباحثون بتحليل «مجتمعين راسخين في كولورادو (33 فردًا لا علاقة لهم) والإكوادور (20 شخصًا لا علاقة لهم) مع انتشار قابل للقياس لـ BRCA1 c.185delAG و GHR c. طفرات E180 ، على التوالي [...] يعتقد أنها جلبت إلى هذه المجتمعات من قبل السلف اليهود السفارديم. [. . . ] عند دراسة المكون الأوروبي المفترض لهاتين الطائفتين ، نظهر إثراءًا من أصل يهودي سفارديم ليس فقط بالنسبة لهذه الطفرات ، ولكن أيضًا لشرائح أخرى أيضًا. [. . . تتوافق هذه النتائج مع الروايات التاريخية للهجرة اليهودية من العوالم التي تشكل أسبانيا والبرتغال الحديثة خلال عصر الاكتشافات. الأهم من ذلك ، أنها توفر الأساس المنطقي لحدوث طفرات ترتبط عادة مع الشتات اليهودي في مجتمعات أمريكا اللاتينية .» 